# Liste der Städte und Gemeinden in der Slowakei/H–Ľ
Am 31. Dezember 2011 gab es 2891 Gemeinden in der Slowakei, diese sind in vier folgende Unterartikel gegliedert, dazu wird der jeweilige Okres und Kraj genannt, außerdem sind, wenn vorhanden, der deutsche und der ungarische Name vermerkt. Aus verwaltungstechnischer Sicht sind sie den LAU 2 gleichzusetzen.
Die slowakischen Namen bestehen offiziell seit 1920, die deutschen und ungarischen Namen wurden sämtlich in der Zeit zwischen 1773 und 1948/heute verwendet.
Anmerkung: Die Unterartikel werden derzeit sukzessive überarbeitet, bei alten Einträgen können die hier angeführten deutschen und ungarischen Namen zu einem großen Teil künstliche neuzeitliche Ableitungen aus mittelalterlichen Formen, wörtliche Übersetzungen slowakischer und ungarischer Namen (und eventuell sogar falsch) sein. Für die zwischen dem 18. und 20. Jahrhundert noch gebräuchlichen Formen bitte derzeit noch die Liste deutscher Bezeichnungen slowakischer Orte oder die jeweilige Okres-Seite benutzen!
Teil 2 H bis Ľ

Teil 3 M bis R

Teil 4 S bis Ž

Übersicht

## H
| Städte und Gemeinden in der Slowakei – H |                                                             |                            |                      |                      | |
| Name                                     | Name                                                        | Name                       | Bezirk               | Landschaftsverband   | Bemerkungen |
| slowakisch                               | deutsch                                                     | ungarisch                  | Bezirk               | Landschaftsverband   | Bemerkungen |
| Habovka                                  | –                                                           | Habovka                    | Tvrdošín             | Žilinský kraj        | – |
| Habura                                   | Haaburg                                                     | Laborcfő                   | Medzilaborce         | Prešovský kraj       | hieß bis 1927 slowakisch Haburie |
| Hačava                                   | Wagnerhau, Bagnerhay, Bognerhey                             | (Áj-)Falucska              | Košice-okolie        | Košický kraj         | hieß 1918 bis 1926 offiziell slowakisch auch Vieska                                                                                  |
| Háj                                      | Häu                                                         | Turócliget                 | Turčianske Teplice   | Žilinský kraj        | – |
| Háj                                      | –                                                           | Áj                         | Košice-okolie        | Košický kraj         | – |
| Hajná Nová Ves                           | –                                                           | Szeptencújfalu             | Topoľčany            | Nitriansky kraj      | hieß bis 1927 slowakisch Hajnová Ves oder Hajnovejsa                                                                                 |
| Hajnáčka                                 | Pirsenstein, Hajnatschko                                    | Ajnácskő                   | Rimavská Sobota      | Banskobystrický kraj | – |
| Hájske                                   | –                                                           | Köpösd                     | Šaľa                 | Nitriansky kraj      | hieß bis 1927 slowakisch Kepešd, 1927–1948 Kepežd, 1948–1951 Dverníky                                                                |
| Hajtovka                                 | Heitingshau                                                 | Hajtóka                    | Stará Ľubovňa        | Prešovský kraj       | hieß bis 1927 slowakisch Hajtuvky |
| Haláčovce                                | –                                                           | Halács                     | Bánovce nad Bebravou | Trenčiansky kraj     | – |
| Halič                                    | Geschatz                                                    | Gács                       | Lučenec              | Banskobystrický kraj | – |
| Haligovce                                | Helbingsau, Haligotz, Holgotz, Halbingsau                   | Helivágása                 | Stará Ľubovňa        | Prešovský kraj       | – |
| Haluzice                                 | –                                                           | Gallyas                    | Nové Mesto nad Váhom | Trenčiansky kraj     | – |
| Hamuliakovo                              | Gutern, Guttern                                             | Gutor                      | Senec                | Bratislavský kraj    | hieß bis 1948 slowakisch Gutor, bis 1927 Gutora oder Gutern                                                                          |
| Handlová                                 | Krickerhau                                                  | Nyitrabánya                | Prievidza            | Trenčiansky kraj     | – |
| Hanigovce                                | Hönigsdorf                                                  | Hőnig                      | Sabinov              | Prešovský kraj       | – |
| Haniska                                  | Hansdorf bei Preschau                                       | Eperjesenyicke             | Prešov               | Prešovský kraj       | – |
| Haniska                                  | Hansdorf                                                    | Enyicke                    | Košice-okolie        | Košický kraj         | – |
| Hanková                                  | Hankendorf, Hankau, Hannchendorf                            | Annafalva                  | Rožňava              | Košický kraj         | – |
| Hankovce                                 | Hinzendorf in der Scharosch                                 | Hankvágása                 | Bardejov             | Prešovský kraj       | – |
| Hankovce                                 | Johanneshau, Hanshau                                        | Jánosvágása                | Humenné              | Prešovský kraj       | – |
| Hanušovce nad Topľou                     | Hanuschdorf an der Töpl, Hanuschhau, Johannsdorf            | Tapolyhanusfalva           | Vranov nad Topľou    | Prešovský kraj       | hieß bis 1927 slowakisch nur Hanušovce                                                                                               |
| Harakovce                                | Harachsdorf, Harakowetz                                     | Harakóc                    | Levoča               | Prešovský kraj       | – |
| Harhaj                                   | –                                                           | Herhely                    | Bardejov             | Prešovský kraj       | hieß bis 1927 slowakisch auch Harkeľ                                                                                                 |
| Harichovce                               | Palmsdorf, Balmsdorf, Halmsdorf                             | Pálmafalva                 | Spišská Nová Ves     | Košický kraj         | hieß bis 1927 slowakisch Harikovce                                                                                                   |
| Harmanec                                 | Hermanetz, Hermannsdorf                                     | Hermánd                    | Banská Bystrica      | Banskobystrický kraj | 1957 aus der Gemeinde Dolný Harmanec ausgegliedert                                                                                   |
| Hatalov                                  | –                                                           | Gatály                     | Michalovce           | Košický kraj         | – |
| Hatné                                    | –                                                           | Hatna                      | Považská Bystrica    | Trenčiansky kraj     | – |
| Havaj                                    | –                                                           | Havaj                      | Stropkov             | Prešovský kraj       | – |
| Havka                                    | Haffke, Höschen                                             | Hóka                       | Kežmarok             | Prešovský kraj       | – |
| Havranec                                 | –                                                           | Kishollód                  | Svidník              | Prešovský kraj       | hieß bis 1927 slowakisch auch Gavranec                                                                                               |
| Hažín                                    | –                                                           | Gézsény                    | Michalovce           | Košický kraj         | – |
| Hažín nad Cirochou                       | –                                                           | Kisgézsény                 | Humenné              | Prešovský kraj       | hieß bis 1948 slowakisch Hažín, bis 1927 auch Maly Hažín                                                                             |
| Hažlín                                   | –                                                           | Hazslin                    | Bardejov             | Prešovský kraj       | – |
| Helcmanovce                              | Hannsdorf, Heltzmanowitz, Helzmanowetz                      | Nagykuncfalva              | Gelnica              | Košický kraj         | – |
| Heľpa                                    | Helpach an der Gran, Hellpach an der Gran                   | Helpa                      | Brezno               | Banskobystrický kraj | hieß bis 1948 slowakisch Helpa |
| Henckovce                                | Henzendorf, Hentzendorf                                     | Henckó                     | Rožňava              | Košický kraj         | – |
| Henclová                                 | –                                                           | Henclófalva                | Gelnica              | Košický kraj         | hieß bis 1927 slowakisch Henzlová |
| Hencovce                                 | –                                                           | Hencfalva                  | Vranov nad Topľou    | Prešovský kraj       | – |
| Hendrichovce                             | Heinrichsdorf                                               | Hedri                      | Prešov               | Prešovský kraj       | hieß bis 1927 slowakisch Hedrihovce oder Henrihovce                                                                                  |
| Herľany                                  | Herlein, Bad Rank                                           | Ránkfüred                  | Košice-okolie        | Košický kraj         | hieß bis 1927 slowakisch Herlany |
| Hermanovce                               | –                                                           | Sztankahermány             | Prešov               | Prešovský kraj       | – |
| Hermanovce nad Topľou                    | Hermannsdorf                                                | Tapolyhermány              | Vranov nad Topľou    | Prešovský kraj       | hieß bis 1960 slowakisch Hermanovce                                                                                                  |
| Hertník                                  | Herknecht, Hertnecht, Hertnek, Hartnicht                    | Hertnek                    | Bardejov             | Prešovský kraj       | hieß bis 1927 slowakisch Heretník |
| Hervartov                                | Herbertsdorf                                                | Hervartó                   | Bardejov             | Prešovský kraj       | – |
| Hiadeľ                                   | Hedel, Hödlerdorf, Hödlergrund                              | Hédel                      | Banská Bystrica      | Banskobystrický kraj | – |
| Hincovce                                 | Hinsdorf, Hinzdorf                                          | Szepesnádasd               | Spišská Nová Ves     | Košický kraj         | – |
| Hladovka                                 | –                                                           | Hladovka                   | Tvrdošín             | Žilinský kraj        | hieß 1918–1924 unter polnischer Verwaltung Glodówka                                                                                  |
| Hlboké                                   | –                                                           | Luboka                     | Senica               | Trnavský kraj        | hieß bis 1927 slowakisch auch Hluboké                                                                                                |
| Hlboké nad Váhom                         | –                                                           | Mélyesd                    | Bytča                | Žilinský kraj        | 1961 aus den Orten Dolné Hlboke und Horné Hlboké entstanden, gehörte 1971–1998 zu Bytča                                              |
| Hliník nad Hronom                        | Hlinick                                                     | Geletnek                   | Žiar nad Hronom      | Banskobystrický kraj | hieß bis 1927 slowakisch Hliník |
| Hlinné                                   | –                                                           | Agyagospatak               | Vranov nad Topľou    | Prešovský kraj       | – |
| Hlivištia                                | –                                                           | Hegygombás, Hliviscse      | Sobrance             | Košický kraj         | hieß bis 1927 slowakisch Hlivištie                                                                                                   |
| Hlohovec                                 | Freistadt(l), Freistadt, Freystad(t)l                       | Galgóc                     | Hlohovec             | Trnavský kraj        | hieß bis 1927 slowakisch auch Frašták                                                                                                |
| Hniezdne                                 | Kniesen                                                     | Gnézda                     | Stará Ľubovňa        | Prešovský kraj       | hieß bis 1948 slowakisch Gňazdá, bis 1927 Gniazda                                                                                    |
| Hnilčík                                  | Eisenbach, Kleinhniletz                                     | Szepespatak                | Spišská Nová Ves     | Košický kraj         | – |
| Hnilec                                   | Hniletz, Großhniletz                                        | Nyilas                     | Spišská Nová Ves     | Košický kraj         | – |
| Hnojné                                   | –                                                           | Hanajna                    | Michalovce           | Košický kraj         | – |
| Hnúšťa                                   | Nusten                                                      | Nyustya                    | Rimavská Sobota      | Banskobystrický kraj | war 1960–1971 mit der damaligen Nachbargemeinde Likier als Hnúšťa-Likier zusammengeschlossen                                         |
| Hodejov                                  | –                                                           | Várgede                    | Rimavská Sobota      | Banskobystrický kraj | – |
| Hodejovec                                | –                                                           | Kerekgede                  | Rimavská Sobota      | Banskobystrický kraj | hieß bis 1927 slowakisch Hodejka |
| Hodkovce                                 | Hatkotz                                                     | Hatkóc                     | Košice-okolie        | Košický kraj         | hieß bis 1927 slowakisch Hadkovce |
| Hodruša-Hámre                            | –                                                           | –                          | Žarnovica            | Banskobystrický kraj | wurde 1971 aus den Orten Banská Hodruša, Dolné Hámre und Kopanice gegründet                                                          |
| Hokovce                                  | Hockowitz                                                   | Egeg                       | Levice               | Nitriansky kraj      | hieß bis 1927 slowakisch auch Hochovce                                                                                               |
| Holčíkovce                               | –                                                           | Holcsík                    | Vranov nad Topľou    | Prešovský kraj       | hieß bis 1948 slowakisch Holčikovce                                                                                                  |
| Holiare                                  | –                                                           | Gellér                     | Komárno              | Nitriansky kraj      | 1940 durch Zusammenschluss der Orte Dolný Gellér und Horný Gellér entstanden                                                         |
| Holice                                   | –                                                           | Gelle                      | Dunajská Streda      | Trnavský kraj        | 1940 durch Zusammenschluss der Orte Beketfa, Kostolná Gala, Stará Gala und Póšfa als ungarisch Gelle entstanden, hieß 1945–1948 Gala |
| Holíč                                    | Holitsch                                                    | Holics                     | Skalica              | Trnavský kraj        | hieß bis 1946 slowakisch Holič |
| Holiša                                   | –                                                           | Ipolygalsa                 | Lučenec              | Banskobystrický kraj | hieß bis 1948 slowakisch Galša |
| Holumnica                                | Hollumtz, Hollomnitz, Holumnitz                             | Hollólomnic                | Kežmarok             | Prešovský kraj       | – |
| Honce                                    | Gentsch                                                     | Kisgencs                   | Rožňava              | Košický kraj         | hieß bis 1948 slowakisch Genč |
| Hontianska Vrbica                        | –                                                           | Hontfüzesgyarmat           | Levice               | Nitriansky kraj      | hieß bis 1948 slowakisch Hontianske Ďarmoty                                                                                          |
| Hontianske Moravce                       | –                                                           | –                          | Krupina              | Banskobystrický kraj | 1960 aus den Orten Kostolné Moravce und Opátove Moravce entstanden                                                                   |
| Hontianske Nemce                         | Nemtze                                                      | Hontnémeti                 | Krupina              | Banskobystrický kraj | hieß bis 1948 slowakisch Nemce |
| Hontianske Tesáre                        | Dessir                                                      | Teszér                     | Krupina              | Banskobystrický kraj | hieß bis 1948 slowakisch Hontianske Tesáry, bis 1927 Tesáre oder Tesáry                                                              |
| Hontianske Trsťany                       | –                                                           | Hontnádas                  | Levice               | Nitriansky kraj      | hieß bis 1948 slowakisch Nadošany, 1948–1973 Tekovské Trsťany                                                                        |
| Horná Breznica                           | –                                                           | Felsőnyíresd               | Púchov               | Trenčiansky kraj     | bildete 1980–1990 zusammen mit Dolná Breznica die Gemeinde Breznica                                                                  |
| Horná Kráľová                            | –                                                           | Királyi                    | Šaľa                 | Nitriansky kraj      | hieß bis 1927 slowakisch Kráľová oder Kráľovce                                                                                       |
| Horná Krupá                              | Oberkrupa                                                   | Felsőkorompa               | Trnava               | Trnavský kraj        | – |
| Horná Lehota                             | –                                                           | Felsőlehota                | Dolný Kubín          | Žilinský kraj        | hieß bis 1927 slowakisch Horná Lehôtka                                                                                               |
| Horná Lehota                             | –                                                           | Felsőszabadi               | Brezno               | Banskobystrický kraj | hieß bis 1927 slowakisch Horná Lehôta                                                                                                |
| Horná Mariková                           | –                                                           | Felsőmarikó                | Považská Bystrica    | Trenčiansky kraj     | 1954 durch Teilung der Gemeinde Mariková entstanden                                                                                  |
| Horná Mičiná                             | –                                                           | Felsőmicsinye              | Banská Bystrica      | Banskobystrický kraj | – |
| Horná Poruba                             | Oberporub                                                   | Felsőtölgyes               | Ilava                | Trenčiansky kraj     | – |
| Horná Potôň                              | –                                                           | Lögérpatony                | Dunajská Streda      | Trnavský kraj        | – |
| Horná Seč                                | –                                                           | Felsőszecse                | Levice               | Nitriansky kraj      | hieß bis 1927 slowakisch auch (Horná) Seča                                                                                           |
| Horná Streda                             | –                                                           | Felsőszerdahely            | Nové Mesto nad Váhom | Trenčiansky kraj     | hieß bis 1948 slowakisch Horná Streda nad Váhom, bis 1927 nur Streda                                                                 |
| Horná Strehová                           | –                                                           | Felsősztregova             | Veľký Krtíš          | Banskobystrický kraj | – |
| Horná Súča                               | –                                                           | Felsőszúcs                 | Trenčín              | Trenčiansky kraj     | – |
| Horná Štubňa                             | Oberstuben, Neustuben                                       | Felsőstubnya               | Turčianske Teplice   | Žilinský kraj        | – |
| Horná Ves                                | –                                                           | Ófelfalu                   | Prievidza            | Trenčiansky kraj     | hieß bis 1927 slowakisch auch Hornejsa                                                                                               |
| Horná Ves                                | Windischdorf                                                | Felsőtóti                  | Žiar nad Hronom      | Banskobystrický kraj | 1980–1997 Teil von Kremnica |
| Horná Ždaňa                              | –                                                           | Felsőzsadány               | Žiar nad Hronom      | Banskobystrický kraj | hieß bis 1948 slowakisch Horná Ždáňa                                                                                                 |
| Horné Dubové                             | Oberdubowan, Oberdombova                                    | Felsődombó                 | Trnava               | Trnavský kraj        | – |
| Horné Hámre                              | Oberhammer                                                  | Felsőhámor                 | Žarnovica            | Banskobystrický kraj | hieß bis 1948 slowakisch Horné Hámry, bis 1927 auch Hámre                                                                            |
| Horné Chlebany                           | Oberhelbing, Oberchlban                                     | Felsőhelbény               | Topoľčany            | Nitriansky kraj      | hieß bis 1948 slowakisch Horné Chlbany                                                                                               |
| Horné Lefantovce                         | Oberelefant                                                 | Felsőelefánt               | Nitra                | Nitriansky kraj      | 1976–6. Dezember 2002 zusammen mit Dolné Lefantovce zu Lefantovce vereint                                                            |
| Horné Mladonice                          | Obermladunitz                                               | Felsőlegénd                | Krupina              | Banskobystrický kraj | hieß bis 1927 slowakisch auch Horné Mladunice                                                                                        |
| Horné Mýto                               | –                                                           | Felsővámos                 | Dunajská Streda      | Trnavský kraj        | hieß bis 1927 slowakisch Felsővámos oder Vámosfalu                                                                                   |
| Horné Naštice                            | –                                                           | Felsőneszte                | Bánovce nad Bebravou | Trenčiansky kraj     | – |
| Horné Obdokovce                          | –                                                           | Felsőbodok                 | Topoľčany            | Nitriansky kraj      | hieß bis 1927 slowakisch auch (Veľké) Oblokovce                                                                                      |
| Horné Orešany                            | Deutschnußdorf, Obernußdorf                                 | Felsődiós                  | Trnava               | Trnavský kraj        | – |
| Horné Otrokovce                          | Oberotrokowitz                                              | Felsőatrak                 | Hlohovec             | Trnavský kraj        | – |
| Horné Plachtince                         | Oberplachtintz                                              | Felsőpalojta               | Veľký Krtíš          | Banskobystrický kraj | – |
| Horné Pršany                             | –                                                           | Felsőperesény              | Banská Bystrica      | Banskobystrický kraj | – |
| Horné Saliby                             | –                                                           | Felsőszeli                 | Galanta              | Trnavský kraj        | – |
| Horné Semerovce                          | Obersemered                                                 | Felsőszemeréd              | Levice               | Nitriansky kraj      | – |
| Horné Srnie                              | –                                                           | Felsőszernye               | Trenčín              | Trenčiansky kraj     | – |
| Horné Strháre                            | –                                                           | Felsőesztergály            | Veľký Krtíš          | Banskobystrický kraj | hieß 1927–1948 slowakisch Horné Strháry                                                                                              |
| Horné Štitáre                            | –                                                           | Felsőcsitár                | Topoľčany            | Nitriansky kraj      | hieß bis 1948 slowakisch Horné Štitáry, bis 1927 Čitáre                                                                              |
| Horné Trhovište                          | Oberwascharditz                                             | Felsővásárd                | Hlohovec             | Trnavský kraj        | hieß bis 1948 slowakisch Horné Vašardice                                                                                             |
| Horné Turovce                            | Oberthur                                                    | Felsőtúr                   | Levice               | Nitriansky kraj      | hieß bis 1927 slowakisch Horné Túrovce                                                                                               |
| Horné Vestenice                          | Oberwestenitz                                               | Felsővesztény              | Prievidza            | Trenčiansky kraj     | – |
| Horné Zahorany                           | –                                                           | Tóthegymeg                 | Rimavská Sobota      | Banskobystrický kraj | hieß bis 1948 slowakisch Slovenské Zahorany, bis 1927 Slovenské Záhorany                                                             |
| Horné Zelenice                           | Oberzelenitz                                                | Felsőzélle                 | Hlohovec             | Trnavský kraj        | 1980–1990 zusammen mit Dolné Zelenice zu Zelenice vereint                                                                            |
| Horný Badín                              | Oberbadin                                                   | Felsőbágyon                | Krupina              | Banskobystrický kraj | – |
| Horný Bar                                | –                                                           | Felbár                     | Dunajská Streda      | Trnavský kraj        | – |
| Horný Hričov                             | –                                                           | Felsőricsó                 | Žilina               | Žilinský kraj        | – |
| Horný Kalník                             | –                                                           | Felsőkálnok                | Martin               | Žilinský kraj        | – |
| Horný Lieskov                            | –                                                           | Felsőmogyoród              | Považská Bystrica    | Trenčiansky kraj     | hieß bis 1927 slowakisch Horný Lieskové                                                                                              |
| Horný Pial                               | Oberpill                                                    | Felsőpél                   | Levice               | Nitriansky kraj      | – |
| Horný Tisovník                           | –                                                           | Felsőtisztás               | Detva                | Banskobystrický kraj | – |
| Horný Vadičov                            | –                                                           | Felsővadas                 | Kysucké Nové Mesto   | Žilinský kraj        | hieß bis 1927 slowakisch auch (Horný) Vajčov                                                                                         |
| Horňa                                    | –                                                           | Katlanos                   | Sobrance             | Košický kraj         | hieß bis 1927 slowakisch Horná |
| Horňany                                  | –                                                           | Hornyán                    | Trenčín              | Trenčiansky kraj     | – |
| Horovce                                  | –                                                           | Horóc                      | Púchov               | Trenčiansky kraj     | – |
| Horovce                                  | –                                                           | Hór                        | Michalovce           | Košický kraj         | hieß bis 1927 slowakisch Tchorovce                                                                                                   |
| Hoste                                    | Gest                                                        | Kisgeszt                   | Galanta              | Trnavský kraj        | hieß bis 1948 slowakisch Gest |
| Hostice                                  | –                                                           | Gesztete                   | Rimavská Sobota      | Banskobystrický kraj | hieß bis 1927 slowakisch auch Gestice                                                                                                |
| Hostie                                   | –                                                           | Keresztúr                  | Zlaté Moravce        | Nitriansky kraj      | – |
| Hostišovce                               | –                                                           | Gesztes                    | Rimavská Sobota      | Banskobystrický kraj | – |
| Hostovice                                | –                                                           | Vendégi                    | Snina                | Prešovský kraj       | – |
| Hosťová                                  | –                                                           | Nyitrageszte               | Nitra                | Nitriansky kraj      | hieß bis 1948 slowakisch Gesť |
| Hosťovce                                 | Hostowitz                                                   | Gesztőd                    | Zlaté Moravce        | Nitriansky kraj      | hieß bis 1927 slowakisch Hostovce |
| Hosťovce                                 | Wendig                                                      | Bódvavendégi, Bodvavendégi | Košice-okolie        | Košický kraj         | hieß bis 1948 slowakisch Vendégi, 1948–1964 Hosťovce nad Bodvou, bis 1927 Bodvaves oder Vendíg                                       |
| Hozelec                                  | Hohesalz, Hosilz, Hoseletz, Hoselz, Hositz, Hoheselz        | Ószelec                    | Poprad               | Prešovský kraj       | hieß bis 1927 slowakisch Hozolec |
| Hôrka                                    | Horke                                                       | Lándzsásötfalu             | Poprad               | Prešovský kraj       | – |
| Hôrka nad Váhom                          | –                                                           | Vághorka                   | Nové Mesto nad Váhom | Trenčiansky kraj     | hieß bis 1948 slowakisch Hôrka |
| Hôrky                                    | –                                                           | Zsolnaberkes               | Žilina               | Žilinský kraj        | – |
| Hrabičov                                 | Hrabischhof, Hrabischau                                     | Gyertyánfa                 | Žarnovica            | Banskobystrický kraj | – |
| Hrabkov                                  | –                                                           | Harapkó                    | Prešov               | Prešovský kraj       | – |
| Hrabová Roztoka                          | –                                                           | Kisgereblyés               | Snina                | Prešovský kraj       | hieß bis 1927 slowakisch Hrabová |
| Hrabovčík                                | –                                                           | Gyertyánpatak              | Svidník              | Prešovský kraj       | – |
| Hrabovec                                 | –                                                           | Rabóc                      | Bardejov             | Prešovský kraj       | – |
| Hrabovec nad Laborcom                    | –                                                           | Izbugyarabóc               | Humenné              | Prešovský kraj       | hieß bis 1948 slowakisch Hrabovec, bis 1927 auch Zbudský Hrabovec                                                                    |
| Hrabovka                                 | –                                                           | Szúcsgertyános             | Trenčín              | Trenčiansky kraj     | – |
| Hrabské                                  | –                                                           | Geréb                      | Bardejov             | Prešovský kraj       | – |
| Hrabušice                                | Kabsdorf, Kapsdorf, Kalbsdorf                               | Káposztafalva              | Spišská Nová Ves     | Košický kraj         | hieß bis 1927 slowakisch auch Hrabošice                                                                                              |
| Hradisko                                 | Kuntschhöfchen, Kontschhöfchen, Kundschepchen               | Kisvár                     | Kežmarok             | Prešovský kraj       | – |
| Hradište                                 | –                                                           | Sziklavárhely              | Partizánske          | Trenčiansky kraj     | – |
| Hradište                                 | –                                                           | Várkút                     | Poltár               | Banskobystrický kraj | – |
| Hradište pod Vrátnom                     | Hradisch, Hradischt                                         | Harádics                   | Senica               | Trnavský kraj        | hieß bis 1927 slowakisch Hradište |
| Hrádok                                   | –                                                           | Temetvény                  | Nové Mesto nad Váhom | Trenčiansky kraj     | hieß bis 1927 slowakisch auch Hrádek                                                                                                 |
| Hrachovište                              | Hrachowitz                                                  | Borsós                     | Nové Mesto nad Váhom | Trenčiansky kraj     | – |
| Hrachovo                                 | –                                                           | Rimaráhó                   | Rimavská Sobota      | Banskobystrický kraj | – |
| Hraničné                                 | Grenzdorf, Granasdorf                                       | Határhely                  | Stará Ľubovňa        | Prešovský kraj       | hieß bis 1948 slowakisch Granastov                                                                                                   |
| Hranovnica                               | Grenitz, Gränitz, Grenz                                     | Szepesvéghely              | Poprad               | Prešovský kraj       | – |
| Hraň                                     | –                                                           | Garany                     | Trebišov             | Košický kraj         | hieß bis 1948 slowakisch Garaň, bis 1927 Garaňa                                                                                      |
| Hrašné                                   | –                                                           | Rásnyahegy                 | Myjava               | Trenčiansky kraj     | 1955 aus Teilen der Gemeinde Kostolné entstanden                                                                                     |
| Hrašovík                                 | Raas, Rossawig                                              | Rás                        | Košice-okolie        | Košický kraj         | – |
| Hrčeľ                                    | –                                                           | Gercsely                   | Trebišov             | Košický kraj         | hieß bis 1948 slowakisch Gerčeľ |
| Hrhov                                    | –                                                           | Tornagörgő                 | Rožňava              | Košický kraj         | hieß bis 1927 slowakisch auch Hrbov                                                                                                  |
| Hriadky                                  | –                                                           | Gerenda                    | Trebišov             | Košický kraj         | – |
| Hričovské Podhradie                      | –                                                           | Ricsóváralja               | Žilina               | Žilinský kraj        | – |
| Hriňová                                  | Hrinau                                                      | Herencsvölgy               | Detva                | Banskobystrický kraj | – |
| Hrišovce                                 | Herisdorf, Hrischowitz, Hrischowetz                         | Gyónfalva                  | Gelnica              | Košický kraj         | – |
| Hrkovce                                  | –                                                           | Gyerk                      | Levice               | Nitriansky kraj      | gehörte 1980–1998 zur Stadt Šahy |
| Hrlica                                   | –                                                           | Gerlice                    | Revúca               | Banskobystrický kraj | hieß bis 1948 slowakisch Grlica |
| Hrnčiarovce nad Parnou                   | Dorfneustadt, Hrentscharowitz, Hrnscherowetz, Hrnscharowetz | Gerencsér                  | Trnava               | Trnavský kraj        | hieß bis 1946 slowakisch Hrnčiarovce                                                                                                 |
| Hrnčiarska Ves                           | –                                                           | –                          | Poltár               | Banskobystrický kraj | 1964 aus den Orten Pondelok und Veľká Sucha entstanden                                                                               |
| Hrnčiarske Zalužany                      | –                                                           | Fazekaszsaluzsány          | Poltár               | Banskobystrický kraj | – |
| Hrochoť                                  | –                                                           | Horhát                     | Banská Bystrica      | Banskobystrický kraj | – |
| Hromoš                                   | Gromosch                                                    | Kormos                     | Stará Ľubovňa        | Prešovský kraj       | hieß bis 1948 slowakisch Gromoš |
| Hronec                                   | Rhonitz                                                     | Kisgaram                   | Brezno               | Banskobystrický kraj | – |
| Hronovce                                 | –                                                           | –                          | Levice               | Nitriansky kraj      | 1968 aus den Orten Čajakovo, Domaša und Vozokany nad Hronom entstanden                                                               |
| Hronsek                                  | –                                                           | Garamszeg                  | Banská Bystrica      | Banskobystrický kraj | hieß bis 1946 slowakisch Garansek, bis 1927 Hronsek-Skalka                                                                           |
| Hronská Breznica                         | Bresnitz                                                    | Garamberzence              | Zvolen               | Banskobystrický kraj | hieß bis 1927 slowakisch Hronská Brežnica                                                                                            |
| Hronská Dúbrava                          | –                                                           | Felsőbesenyő               | Žiar nad Hronom      | Banskobystrický kraj | hieß bis 1946 slowakisch Dúbrava |
| Hronské Kľačany                          | Klatschan                                                   | Garamkelecsény             | Levice               | Nitriansky kraj      | hieß 1927–1948 slowakisch Kľačany |
| Hronské Kosihy                           | –                                                           | Garamkeszi                 | Levice               | Nitriansky kraj      | – |
| Hronský Beňadik                          | Sankt Benedikt                                              | Garamszentbenedek          | Žarnovica            | Banskobystrický kraj | hieß 1920–1927 und 1948–1960 slowakisch Svätý Beňadik, 1927–1948 Svätý Benedik                                                       |
| Hrubá Borša                              | –                                                           | Nagyborsa                  | Senec                | Bratislavský kraj    | – |
| Hruboňovo                                | –                                                           | –                          | Nitra                | Nitriansky kraj      | 1960 aus den Orten Šuľany und Výčapky entstanden, benannt nach Ľudovít Hruboň, Kämpfer im Slowakischen Nationalaufstand              |
| Hrubov                                   | –                                                           | Rubó                       | Humenné              | Prešovský kraj       | – |
| Hrubý Šúr                                | –                                                           | Hegysúr                    | Senec                | Bratislavský kraj    | hieß bis 1927 slowakisch Šúr |
| Hrušov                                   | –                                                           | Magasmajtény               | Veľký Krtíš          | Banskobystrický kraj | hieß bis 1927 slowakisch auch Hrušovo                                                                                                |
| Hrušov                                   | –                                                           | Körtvélyes                 | Rožňava              | Košický kraj         | – |
| Hrušovany                                | Hruschowan                                                  | Nyitrakörtvélyes           | Topoľčany            | Nitriansky kraj      | – |
| Hrušovo                                  | –                                                           | Balogrussó                 | Rimavská Sobota      | Banskobystrický kraj | hieß bis 1927 slowakisch auch Hrušová                                                                                                |
| Hruštín                                  | –                                                           | Hrustin                    | Námestovo            | Žilinský kraj        | – |
| Hubice                                   | –                                                           | Nemesgomba                 | Dunajská Streda      | Trnavský kraj        | hieß bis 1927 slowakisch Gomba |
| Hubina                                   | –                                                           | Hubafalva                  | Piešťany             | Trnavský kraj        | – |
| Hubošovce                                | –                                                           | Gombosszentgyörgy          | Sabinov              | Prešovský kraj       | hieß bis 1927 slowakisch Gombošovce                                                                                                  |
| Hubová                                   | –                                                           | Gombás                     | Ružomberok           | Žilinský kraj        | hieß bis 1927 slowakisch Gombáš |
| Hubovo                                   | –                                                           | Hubó                       | Rimavská Sobota      | Banskobystrický kraj | – |
| Hucín                                    | –                                                           | Gice                       | Revúca               | Banskobystrický kraj | – |
| Hudcovce                                 | –                                                           | Hegedűsfalva               | Humenné              | Prešovský kraj       | hieß bis 1927 slowakisch Húdcovce |
| Hul                                      | –                                                           | Hull                       | Nové Zámky           | Nitriansky kraj      | hieß bis 1927 slowakisch Húl |
| Humenné                                  | Homenau, Humenau                                            | Homonna                    | Humenné              | Prešovský kraj       | – |
| Huncovce                                 | Hunsdorf, Hundsdorf, Hunzdorf                               | Hunfalva                   | Kežmarok             | Prešovský kraj       | – |
| Hunkovce                                 | –                                                           | Felsőhunkóc                | Svidník              | Prešovský kraj       | hieß bis 1927 slowakisch Honkovce |
| Hurbanova Ves                            | –                                                           | –                          | Senec                | Bratislavský kraj    | 1956 aus Teilen der Gemeinde Rastice (nun Ortsteil von Zlaté Klasy) entstanden                                                       |
| Hurbanovo                                | Altdal(l)a                                                  | Ógyalla                    | Komárno              | Nitriansky kraj      | hieß bis 1948 Stará Ďala, nach dem Schriftsteller Jozef Miloslav Hurban umbenannt                                                    |
| Husák                                    | –                                                           | Ungludas, Huszák           | Sobrance             | Košický kraj         | – |
| Husiná                                   | –                                                           | Guszona                    | Rimavská Sobota      | Banskobystrický kraj | – |
| Hutka                                    | –                                                           | Hutás                      | Bardejov             | Prešovský kraj       | hieß bis 1948 Hutky |
| Huty                                     | –                                                           | Hutti, Liptóhuta           | Liptovský Mikuláš    | Žilinský kraj        | – |
| Hviezdoslavov                            | –                                                           | Hviezdoslavfalva           | Dunajská Streda      | Trnavský kraj        | 1936 aus Teilen der Orte Mierovo und Štvrtok na Ostrove entstanden, zu Ehren des Dichters Pavol Országh Hviezdoslav benannt          |
| Hvozdnica                                | –                                                           | Fűrészfalu                 | Bytča                | Žilinský kraj        | – |
| Hybe                                     | Geib, Geip                                                  | Hybbe                      | Liptovský Mikuláš    | Žilinský kraj        | hieß 1920–1927 und 1946–1954 Hyby |
| Hýľov                                    | –                                                           | Hilyó                      | Košice-okolie        | Košický kraj         | hieß bis 1927 slowakisch Hýlov |

## CH
| Städte und Gemeinden in der Slowakei – CH |                                          |                 |                      |                      | |
| Name                                      | Name                                     | Name            | Bezirk               | Landschaftsverband   | Bemerkungen |
| slowakisch                                | deutsch                                  | ungarisch       | Bezirk               | Landschaftsverband   | Bemerkungen |
| Chanava                                   | –                                        | Hanva           | Rimavská Sobota      | Banskobystrický kraj | hieß bis 1927 slowakisch Hanava                                                                                |
| Chlebnice                                 | –                                        | Chlebnice       | Dolný Kubín          | Žilinský kraj        | – |
| Chlmec                                    | –                                        | Helmecke        | Humenné              | Prešovský kraj       | hieß bis 1948 slowakisch Chlumec                                                                               |
| Chľaba                                    | Hellenbach                               | Helemba         | Nové Zámky           | Nitriansky kraj      | hieß bis 1948 slowakisch Helemba                                                                               |
| Chmeľnica                                 | Hopgarten, Hobgarten                     | Komlóskert      | Stará Ľubovňa        | Prešovský kraj       | hieß bis 1948 slowakisch Hobgart, bis 1927 Hopgart                                                             |
| Chmeľov                                   | –                                        | Komlóskeresztes | Prešov               | Prešovský kraj       | hieß bis 1927 slowakisch auch Chomeľov                                                                         |
| Chmeľová                                  | –                                        | Komlóspatak     | Bardejov             | Prešovský kraj       | hieß bis 1948 slowakisch Komloša                                                                               |
| Chmeľovec                                 | –                                        | Tapolykomlós    | Prešov               | Prešovský kraj       | hieß bis 1927 slowakisch Komlóš oder Malý Chmelov                                                              |
| Chminianska Nová Ves                      | Neudorf                                  | Szinyeújfalu    | Prešov               | Prešovský kraj       | hieß bis 1927 slowakisch Hmiňanská Nová Ves                                                                    |
| Chminianske Jakubovany                    | (Deutsch-)Jakobsdorf                     | Jakabvágása     | Prešov               | Prešovský kraj       | hieß bis 1948 slowakisch Nemecké Jakuboviany, bis 1927 auch Nemecké Jakubovany                                 |
| Chmiňany                                  | –                                        | Monyhád         | Prešov               | Prešovský kraj       | – |
| Choča                                     | –                                        | Hecse           | Zlaté Moravce        | Nitriansky kraj      | – |
| Chocholná-Velčice                         | –                                        | –               | Trenčín              | Trenčiansky kraj     | 1960 aus den Gemeinden Chocholná und Velčice entstanden                                                        |
| Choňkovce                                 | –                                        | Alsóhunkóc      | Sobrance             | Košický kraj         | – |
| Chorvátsky Grob                           | Kroatisch-Eisgrub                        | Horvátgurab     | Senec                | Bratislavský kraj    | hieß bis 1948 slowakisch Horvatský Grob                                                                        |
| Chorváty                                  | –                                        | Tornahorváti    | Košice-okolie        | Košický kraj         | hieß bis 1948 slowakisch Horváty, bis 1927 Horvátík                                                            |
| Chotča                                    | –                                        | Hocsa           | Stropkov             | Prešovský kraj       | hieß bis 1927 slowakisch Hoča                                                                                  |
| Chotín                                    | –                                        | Hetény          | Komárno              | Nitriansky kraj      | hieß bis 1948 slowakisch Hetín                                                                                 |
| Chrabrany                                 | –                                        | Nyitragaráb     | Topoľčany            | Nitriansky kraj      | hieß bis 1927 slowakisch auch Chablany                                                                         |
| Chrámec                                   | –                                        | Harmac          | Rimavská Sobota      | Banskobystrický kraj | hieß bis 1948 slowakisch Harmac, bis 1927 Hrmavec                                                              |
| Chrastince                                | –                                        | Ipolyharaszti   | Veľký Krtíš          | Banskobystrický kraj | hieß bis 1927 slowakisch Chrastínce                                                                            |
| Chrastné                                  | –                                        | Abaújharaszti   | Košice-okolie        | Košický kraj         | – |
| Chrasť nad Hornádom                       | Hrost, Hroßt                             | Haraszt         | Spišská Nová Ves     | Košický kraj         | hieß bis 1927 slowakisch Chrasť                                                                                |
| Chrenovec-Brusno                          | –                                        | Nyitratormás    | Prievidza            | Trenčiansky kraj     | hieß bis 1993 slowakisch Chrenovec, Brusno wurde 1960 eingemeindet                                             |
| Chropov                                   | –                                        | Sziklabánya     | Skalica              | Trnavský kraj        | – |
| Chrťany                                   | –                                        | Hartyán         | Veľký Krtíš          | Banskobystrický kraj | – |
| Chtelnica                                 | Tellnitz, Echtelnitz, Wittenz, Chtelnitz | Vittenc         | Piešťany             | Trnavský kraj        | – |
| Chudá Lehota                              | –                                        | Újülés          | Bánovce nad Bebravou | Trenčiansky kraj     | hieß bis 1927 slowakisch Chudo-Lehôta                                                                          |
| Chvalová                                  | –                                        | Felsőfalu       | Revúca               | Banskobystrický kraj | – |
| Chvojnica                                 | –                                        | Fenyvesd        | Myjava               | Trenčiansky kraj     | 1957 aus Teilen der Gemeinden Častkov, Sobotište und Vrbovce entstanden, 1960 endgültig eigenständige Gemeinde |
| Chvojnica                                 | Fundstollen, Funtschuh, Jüntzl, Funschel | Nyitrafenyves   | Prievidza            | Trenčiansky kraj     | – |
| Chynorany                                 | –                                        | Kinorány        | Partizánske          | Trenčiansky kraj     | – |
| Chyžné                                    | –                                        | Hizsnyó         | Revúca               | Banskobystrický kraj | hieß bis 1927 slowakisch auch Chyžnô                                                                           |

## I
| Städte und Gemeinden in der Slowakei – I |                                                                                   |                |                    |                      | |
| Name                                     | Name                                                                              | Name           | Bezirk             | Landschaftsverband   | Bemerkungen                                                                                           |
| slowakisch                               | deutsch                                                                           | ungarisch      | Bezirk             | Landschaftsverband   | Bemerkungen                                                                                           |
| Igram                                    | Eggramsdorf                                                                       | Igrám          | Senec              | Bratislavský kraj    | – |
| Ihľany                                   | –                                                                                 | –              | Kežmarok           | Prešovský kraj       | wurde 1960 als Ihlanovce aus den Orten Stotince und Majerka neugegründet und 1961 in Ihľany umbenannt |
| Ihráč                                    | Graatsch                                                                          | Dallos         | Žiar nad Hronom    | Banskobystrický kraj | hieß bis 1927 slowakisch auch Hráč                                                                    |
| Ilava                                    | Illau, Eulau                                                                      | Illava         | Ilava              | Trenčiansky kraj     | – |
| Iliašovce                                | Sperndorf, Selgersdorf, Seperdorf                                                 | Illésfalva     | Spišská Nová Ves   | Košický kraj         | hieß bis 1927 slowakisch auch Iľašovce                                                                |
| Ilija                                    | Sankt Egidien, auch Gilgen                                                        | Illés          | Banská Štiavnica   | Banskobystrický kraj | – |
| Imeľ                                     | –                                                                                 | Imely          | Komárno            | Nitriansky kraj      | hieß bis 1927 slowakisch Imel                                                                         |
| Inovce                                   | –                                                                                 | Éralja         | Sobrance           | Košický kraj         | – |
| Iňa                                      | –                                                                                 | Ény            | Levice             | Nitriansky kraj      | hieß bis 1927 slowakisch auch Eňa                                                                     |
| Iňačovce                                 | –                                                                                 | Solymos        | Michalovce         | Košický kraj         | hieß bis 1927 slowakisch auch Jaňačovce                                                               |
| Ipeľské Predmostie                       | –                                                                                 | Ipolyhídvég    | Veľký Krtíš        | Banskobystrický kraj | hieß bis 1948 slowakisch Hidvég                                                                       |
| Ipeľské Úľany                            | –                                                                                 | Ipolyfödémes   | Levice             | Nitriansky kraj      | hieß bis 1948 slowakisch Fedýmeš                                                                      |
| Ipeľský Sokolec                          | –                                                                                 | Ipolyszakállos | Levice             | Nitriansky kraj      | hieß bis 1948 slowakisch Sakáloš                                                                      |
| Istebné                                  | –                                                                                 | Isztebne       | Dolný Kubín        | Žilinský kraj        | – |
| Ivachnová                                | –                                                                                 | Ivachnófalu    | Ružomberok         | Žilinský kraj        | – |
| Ivančiná                                 | –                                                                                 | Ivánkafalva    | Turčianske Teplice | Žilinský kraj        | – |
| Ivanice                                  | –                                                                                 | Iványi         | Rimavská Sobota    | Banskobystrický kraj | hieß bis 1927 slowakisch Ivanovce                                                                     |
| Ivanka pri Dunaji                        | Iwanka, auch Iwanka an der Donau, Eichen an der Donau, Aicha, Johannsdorf, Aichen | Pozsonyivánka  | Senec              | Bratislavský kraj    | hieß bis 1948 slowakisch Ivánka pri Dunaji, bis 1927 Bratislavská Ivánka                              |
| Ivanka pri Nitre                         | Iwanka                                                                            | Nyitraivánka   | Nitra              | Nitriansky kraj      | hieß bis 1948 slowakisch Ivánka pri Nitre, 1979–1992 nur Ivanka (als Stadtteil von Nitra)             |
| Ivanovce                                 | –                                                                                 | Ivánháza       | Trenčín            | Trenčiansky kraj     | – |
| Iža                                      | –                                                                                 | Izsa           | Komárno            | Nitriansky kraj      | hieß bis 1927 slowakisch auch Iša                                                                     |
| Ižipovce                                 | –                                                                                 | Izsépfalu      | Liptovský Mikuláš  | Žilinský kraj        | – |
| Ižkovce                                  | –                                                                                 | Iske           | Michalovce         | Košický kraj         | hieß bis 1927 slowakisch Iška                                                                         |

## J
| Städte und Gemeinden in der Slowakei – J |                                           |                                |                    |                      | |
| Name                                     | Name                                      | Name                           | Bezirk             | Landschaftsverband   | Bemerkungen |
| slowakisch                               | deutsch                                   | ungarisch                      | Bezirk             | Landschaftsverband   | Bemerkungen |
| Jablonec                                 | Halmesch, Helmesch                        | Halmos                         | Pezinok            | Bratislavský kraj    | hieß bis 1948 slowakisch Halmeš                                                                                        |
| Jablonica                                | Jablonitz                                 | Jablánc                        | Senica             | Trnavský kraj        | – |
| Jablonka                                 | –                                         | Szvancairtvány                 | Myjava             | Trenčiansky kraj     | 1955 aus der Stadt Myjava ausgegliedert                                                                                |
| Jablonov                                 | Apfelsdorf                                | Szepesalmás                    | Levoča             | Prešovský kraj       | – |
| Jablonov nad Turňou                      | –                                         | Szádalmás                      | Rožňava            | Košický kraj         | hieß bis 1927 slowakisch Jablonov, bis 1973 Jablonov nad Turnou                                                        |
| Jablonové                                | Apfelsbach, Apfelbach                     | Pozsonyalmás                   | Malacky            | Bratislavský kraj    | – |
| Jablonové                                | –                                         | Almásfalu                      | Bytča              | Žilinský kraj        | – |
| Jabloň                                   | –                                         | Tótalmád                       | Humenné            | Prešovský kraj       | – |
| Jabloňovce                               | (Unter-/Ober-)Almasch                     | (Alsó-/Felső-)Almás            | Levice             | Nitriansky kraj      | 1944 aus den Orten Dolný Almáš und Horný Almáš entstanden, bis 1927 auch Dolná Ves/Horná Ves                           |
| Jacovce                                  | Jatzowitz                                 | Jác                            | Topoľčany          | Nitriansky kraj      | 1902 aus Malé Jacovce, Veľké Jacovce und Zemianské Jacovce entstanden                                                  |
| Jahodná                                  | Eperiesch                                 | Pozsonyeperjes                 | Dunajská Streda    | Trnavský kraj        | hieß bis 1948 slowakisch Bratislavský Eperješ                                                                          |
| Jaklovce                                 | Jeckelsdorf, Jekelsdorf, Jeklsdorf        | Jekelfalva                     | Gelnica            | Košický kraj         | hieß bis 1927 slowakisch Jakľovce                                                                                      |
| Jakovany                                 | –                                         | Jákórésze                      | Sabinov            | Prešovský kraj       | hieß 1920–1948 slowakisch Jakoviany                                                                                    |
| Jakubany                                 | Jakobsau, Jakobau                         | Szepesjakabfalva               | Stará Ľubovňa      | Prešovský kraj       | hieß 1920–1948 slowakisch Jakubiany                                                                                    |
| Jakubov                                  | Jakobsdorf                                | Nagyjakabfalva                 | Malacky            | Bratislavský kraj    | hieß bis 1927 slowakisch auch Jakubové                                                                                 |
| Jakubova Voľa                            | –                                         | Jakabfölde                     | Sabinov            | Prešovský kraj       | – |
| Jakubovany                               | –                                         | Jakabfalu                      | Liptovský Mikuláš  | Žilinský kraj        | hieß bis 1948 slowakisch auch Jakuboväny                                                                               |
| Jakubovany                               | (Ungarisch-)Jakobsdorf                    | Magyarjakabfalva               | Sabinov            | Prešovský kraj       | hieß 1920–1948 slowakisch Jakuboviany                                                                                  |
| Jakušovce                                | –                                         | Jakabvölgye                    | Stropkov           | Prešovský kraj       | – |
| Jalová                                   | –                                         | Jármos, 1939–1945 Szinnajalova | Snina              | Prešovský kraj       | – |
| Jalovec                                  | –                                         | Jalóc                          | Liptovský Mikuláš  | Žilinský kraj        | – |
| Jalovec                                  | –                                         | Parlag                         | Prievidza          | Trenčiansky kraj     | gehörte 1975–1990 zur Gemeinde Ráztočno                                                                                |
| Jalšové                                  | –                                         | Jalsó                          | Hlohovec           | Trnavský kraj        | hieß bis 1927 auch Jalšov                                                                                              |
| Jalšovík                                 | –                                         | Bozókalsók                     | Krupina            | Banskobystrický kraj | – |
| Jamník                                   | –                                         | Jamnik                         | Liptovský Mikuláš  | Žilinský kraj        | – |
| Jamník                                   | Jemmnig, Jemnik, Jamnik, Jamnick, Jempnik | Szepesárki                     | Spišská Nová Ves   | Košický kraj         | – |
| Janice                                   | –                                         | Jéne                           | Rimavská Sobota    | Banskobystrický kraj | hieß 1920–1927 slowakisch Jená/Jeny, bis 1948 Jéne                                                                     |
| Janík                                    | –                                         | Jánok                          | Košice-okolie      | Košický kraj         | hieß 1927–1948 slowakisch Jánok, bis 1927 Janov                                                                        |
| Janíky                                   | –                                         | Jányok                         | Dunajská Streda    | Trnavský kraj        | 1940 aus den Orten Dolné Janíky, Horné Janíky und Búštelek entstanden                                                  |
| Jankovce                                 | –                                         | Jánosvölgye                    | Humenné            | Prešovský kraj       | – |
| Janov                                    | –                                         | Janó                           | Prešov             | Prešovský kraj       | – |
| Janova Lehota                            | Drexlerhau, Drexlerhay, Drexelhey         | Jánosgyarmat                   | Žiar nad Hronom    | Banskobystrický kraj | hieß bis 1927 slowakisch Janová Lehôta                                                                                 |
| Janovce                                  | Johannsdorf                               | Bércalja                       | Bardejov           | Prešovský kraj       | – |
| Jánovce                                  | –                                         | Dunajánosháza                  | Galanta            | Trnavský kraj        | hieß bis 1927–1992 slowakisch Janovce, bis 1927 Jánošovce                                                              |
| Jánovce                                  | Johannsdorf, Hannsdorf, Hansdorf          | Szepesjánosfalva               | Poprad             | Prešovský kraj       | hieß 1927–1973 slowakisch Janovce                                                                                      |
| Janovík                                  | –                                         | Jánoska                        | Prešov             | Prešovský kraj       | – |
| Jarabá                                   | –                                         | Jarabó                         | Brezno             | Banskobystrický kraj | – |
| Jarabina                                 | Girm, Jarembina                           | Berkenyéd                      | Stará Ľubovňa      | Prešovský kraj       | hieß 1927–1948 slowakisch auch Orjabina, bis 1927 Jarembina                                                            |
| Jarok                                    | –                                         | Üreg                           | Nitra              | Nitriansky kraj      | hieß 1920–1948 slowakisch Ireg                                                                                         |
| Jarovnice                                | Jarownitz                                 | Jernye                         | Sabinov            | Prešovský kraj       | hieß bis 1927 slowakisch auch Jaronivce                                                                                |
| Jasenica                                 | –                                         | (Kis-/Nagy-)Jeszence           | Považská Bystrica  | Trenčiansky kraj     | entstand 1924 aus den Orten Malá Jesenica und Veľká Jesenica, hieß bis 1946 slowakisch Jesenica                        |
| Jasenie                                  | –                                         | Jecenye                        | Brezno             | Banskobystrický kraj | hieß bis 1927 slowakisch auch Jasená                                                                                   |
| Jasenov                                  | –                                         | Várjeszenő                     | Humenné            | Prešovský kraj       | gehörte 1971–1990 zur Stadt Humenné                                                                                    |
| Jasenov                                  | –                                         | Jeszenő                        | Sobrance           | Košický kraj         | hieß 1927–1948 slowakisch Jesenov                                                                                      |
| Jasenová                                 | –                                         | Jaszenova                      | Dolný Kubín        | Žilinský kraj        | – |
| Jasenovce                                | –                                         | Jeszenőc                       | Vranov nad Topľou  | Prešovský kraj       | hieß 1920/1927–1948 slowakische Jesenovce                                                                              |
| Jasenové                                 | –                                         | Jeszenye                       | Žilina             | Žilinský kraj        | – |
| Jasenovo                                 | Käserhau, Jassenhau, Jassenhay, Kassenhay | Turócjeszenő                   | Turčianske Teplice | Žilinský kraj        | – |
| Jaslovské Bohunice                       | –                                         | –                              | Trnava             | Trnavský kraj        | entstand 1958 aus den Orten Bohunice und Jaslovce                                                                      |
| Jasov                                    | Jossau, Joss                              | Jászó                          | Košice-okolie      | Košický kraj         | – |
| Jasová                                   | –                                         | Jászfalu                       | Nové Zámky         | Nitriansky kraj      | hieß 1920–1996 slowakisch Jásová, 1920–1927 auch Jásovice                                                              |
| Jastrabá                                 | –                                         | Karvaly                        | Žiar nad Hronom    | Banskobystrický kraj | hieß bis 1927 slowakisch auch Jastrabie                                                                                |
| Jastrabie nad Topľou                     | –                                         | Tapolybánya                    | Vranov nad Topľou  | Prešovský kraj       | hieß 1920–1961 slowakisch Jastrabie                                                                                    |
| Jastrabie pri Michalovciach              | –                                         | Alsókánya                      | Michalovce         | Košický kraj         | hieß 1927–1960 slowakisch Jastrabie, bis 1927 Jastrebie                                                                |
| Jatov                                    | –                                         | Jattó                          | Nové Zámky         | Nitriansky kraj      | entstand 1951 durch Ausgliederung aus der Gemeinde Tvrdošovce                                                          |
| (Javorina)                               | –                                         | –                              | Kežmarok           | Prešovský kraj       | 1953 als Truppenübungsplatz entstanden, am 31. Dezember 2006 aufgelöst                                                 |
| Jazernica                                | –                                         | Márkfalva                      | Turčianske Teplice | Žilinský kraj        | hieß bis 1927 slowakisch Jazernica-Markovice                                                                           |
| Jedlinka                                 | –                                         | Borókás                        | Bardejov           | Prešovský kraj       | – |
| Jedľové Kostoľany                        | –                                         | Fenyőkosztolány                | Zlaté Moravce      | Nitriansky kraj      | hieß 1927–1948 slowakisch Jedľové Kostolany, bis 1927 Jedlové Kostolany                                                |
| Jelenec                                  | –                                         | Ghymes                         | Nitra              | Nitriansky kraj      | hieß bis 1948 slowakisch Gýmeš, bis 1927 auch Dýmeš                                                                    |
| Jelka                                    | –                                         | Jóka                           | Galanta            | Trnavský kraj        | – |
| Jelšava                                  | Eltsch, Jelschau                          | Jolsva                         | Revúca             | Banskobystrický kraj | – |
| Jelšovce                                 | –                                         | Nyitraegerszeg                 | Nitra              | Nitriansky kraj      | hieß bis 1948 slowakisch Jagersek, bis 1927 Jagerseg/Egerseg                                                           |
| Jelšovec                                 | –                                         | Jelsőc                         | Lučenec            | Banskobystrický kraj | – |
| Jenkovce                                 | –                                         | Jenke                          | Sobrance           | Košický kraj         | – |
| Jesenské                                 | –                                         | Feled                          | Levice             | Nitriansky kraj      | 1927 aus den Gemeinden Beša und Iňa ausgegliedert                                                                      |
| Jesenské                                 | –                                         | Feled                          | Rimavská Sobota    | Banskobystrický kraj | hieß 1927–1948 slowakisch Feledince, bis 1927 Feled/Veladín                                                            |
| Jestice                                  | –                                         | Jeszte                         | Rimavská Sobota    | Banskobystrický kraj | – |
| Ješkova Ves                              | –                                         | Jaskafalva                     | Partizánske        | Trenčiansky kraj     | hieß 1927–1964 slowakisch Ježkova Ves, bis 1927 Ježkova Nová Ves/Ježkovejsa, gehörte 1964–1990 zur Gemeinde Veľký Klíž |
| Jezersko                                 | Teichenau, Nedscheere                     | Tavas                          | Kežmarok           | Prešovský kraj       | hieß bis 1927 slowakisch auch Jazersko                                                                                 |
| Jovice                                   | –                                         | Jólész                         | Rožňava            | Košický kraj         | hieß 1927–1948 slowakisch Jólész, bis 1927 Jolés                                                                       |
| Jovsa                                    | –                                         | Jósza                          | Michalovce         | Košický kraj         | – |
| Jur nad Hronom                           | –                                         | Garamszentgyörgy               | Levice             | Nitriansky kraj      | hieß 1927–1948 slowakisch Svätý Jur nad Hronom, bis 1927 Hronský Svätý Jur                                             |
| Jurkova Voľa                             | –                                         | Györgyfölde                    | Svidník            | Prešovský kraj       | – |
| Jurová                                   | –                                         | Dercsika                       | Dunajská Streda    | Trnavský kraj        | hieß bis 1948 slowakisch Dercsika                                                                                      |
| Jurské                                   | Sankt Girgen, Sankt Georgen               | Szepesszentgyörgy              | Kežmarok           | Prešovský kraj       | – |
| Juskova Voľa                             | –                                         | Józsefvölgy                    | Vranov nad Topľou  | Prešovský kraj       | hieß bis 1927 slowakisch Jusko Voľa                                                                                    |

## K
| Städte und Gemeinden in der Slowakei – K |                                                                     |                                     |                                         |                      | |
| Name                                     | Name                                                                | Name                                | Bezirk                                  | Landschaftsverband   | Bemerkungen |
| slowakisch                               | deutsch                                                             | ungarisch                           | Bezirk                                  | Landschaftsverband   | Bemerkungen |
| Kačanov                                  | –                                                                   | Kácsánd                             | Michalovce                              | Košický kraj         | – |
| Kajal                                    | –                                                                   | Nemeskajal                          | Galanta                                 | Trnavský kraj        | hieß bis 1927 slowakisch Zemanský Kajal |
| Kalameny                                 | –                                                                   | Kelemenfalu                         | Ružomberok                              | Žilinský kraj        | – |
| Kalinkovo                                | Semethdorf                                                          | Szemet                              | Senec                                   | Bratislavský kraj    | hieß bis 1948 slowakisch Szemet |
| Kalinov                                  | –                                                                   | Kalenó                              | Medzilaborce                            | Prešovský kraj       | – |
| Kalinovo                                 | –                                                                   | Kálnó                               | Poltár                                  | Banskobystrický kraj | – |
| Kalná nad Hronom                         | –                                                                   | –                                   | Levice                                  | Nitriansky kraj      | 1960 durch Zusammenschluss der Orte Kalná und Kálnica entstanden |
| Kalná Roztoka                            | –                                                                   | Kálnarosztoka                       | Snina                                   | Prešovský kraj       | hieß bis 1927 slowakisch Kalné |
| Kálnica                                  | –                                                                   | Kalános                             | Nové Mesto nad Váhom                    | Trenčiansky kraj     | vor 1888 durch Zusammenschluss der Orte Panská Kalnica und Rožnova Kalnica entstanden, 1978 bis 2002 slowakisch Kalnica                                                                 |
| Kalnište                                 | Kalnischt, Kalnosch, Kalnisch                                       | Kálnás                              | Svidník                                 | Prešovský kraj       | – |
| Kalonda                                  | –                                                                   | Kalonda                             | Lučenec                                 | Banskobystrický kraj | – |
| Kaloša                                   | –                                                                   | (Alsó-/Felső-)Kálosa                | Rimavská Sobota                         | Banskobystrický kraj | 1964 aus den Gemeinden Nižná Kaloša und Vyšná Kaloša entstanden |
| Kalša                                    | –                                                                   | Kalsa                               | Košice-okolie                           | Košický kraj         | – |
| Kaluža                                   | –                                                                   | Ungtavas                            | Michalovce                              | Košický kraj         | hieß bis 1927 slowakisch Kaluša |
| Kaľamenová                               | Kalmannsdorf                                                        | Turóckelemenfalva                   | Turčianske Teplice                      | Žilinský kraj        | hieß bis 1927 slowakisch Kalamenova |
| Kaľava                                   | Karlsdorf                                                           | Szepeskárolyfalva                   | Spišská Nová Ves                        | Košický kraj         | – |
| Kamanová                                 | –                                                                   | Kálmánfalva                         | Topoľčany                               | Nitriansky kraj      | hieß bis 1927 slowakisch auch Komanová |
| Kamenec pod Vtáčnikom                    | (Unter-/Ober-)Kamenetz                                              | (Alsó-/Felső-)Kemenec               | Prievidza                               | Trenčiansky kraj     | 1955 aus den Orten Dolný Kamenec und Horný Kamenec entstanden |
| Kamenica                                 | –                                                                   | Tarkő                               | Sabinov                                 | Prešovský kraj       | – |
| Kamenica nad Cirochou                    | –                                                                   | Nagykemence                         | Humenné                                 | Prešovský kraj       | hieß bis 1927 slowakisch Kamenica |
| Kamenica nad Hronom                      | –                                                                   | Garamkövesd                         | Nové Zámky                              | Nitriansky kraj      | hieß bis 1927 slowakisch Hronská Kamenica/Kevežd nad Hronom |
| Kameničany                               | –                                                                   | Köveskő                             | Ilava                                   | Trenčiansky kraj     | hieß bis 1927 slowakisch Kamenčany, gehörte 1979–1990 zur Gemeinde Bolešov |
| Kameničná                                | –                                                                   | Keszegfalva                         | Komárno                                 | Nitriansky kraj      | hieß bis 1948 slowakisch Keszegfalva |
| Kamenín                                  | –                                                                   | Kéménd                              | Nové Zámky                              | Nitriansky kraj      | hieß bis 1948 slowakisch Kamendín |
| Kamenná Poruba                           | –                                                                   | Kővágó                              | Vranov nad Topľou                       | Prešovský kraj       | hieß bis 1927 auch slowakisch Poruba |
| Kamenná Poruba                           | –                                                                   | Kővágás                             | Žilina                                  | Žilinský kraj        | – |
| Kamenné Kosihy                           | –                                                                   | Kőkeszi                             | Veľký Krtíš                             | Banskobystrický kraj | hieß bis 1927 auch slowakisch Kamenné Kosy |
| Kamenný Most                             | –                                                                   | Kőhídgyarmat                        | Nové Zámky                              | Nitriansky kraj      | hieß bis 1948 slowakisch Kamenné Ďarmoty |
| Kameňany                                 | –                                                                   | Kövi                                | Revúca                                  | Banskobystrický kraj | – |
| Kamienka                                 | –                                                                   | Kiskemence                          | Humenné                                 | Prešovský kraj       | – |
| Kamienka                                 | Stein                                                               | Kövesfalva                          | Stará Ľubovňa                           | Prešovský kraj       | hieß 1927–1948 slowakisch Kamionka, bis 1927 Kamjonka |
| Kanianka                                 | –                                                                   | Kányahegy                           | Prievidza                               | Trenčiansky kraj     | hieß bis 1927 auch slowakisch Kaňanka |
| Kapince                                  | Kapintz                                                             | Káp                                 | Nitra                                   | Nitriansky kraj      | vor 1892 aus den Orten Dolné Kapince und Horné Kapince entstanden |
| Kapišová                                 | –                                                                   | Kapisó                              | Svidník                                 | Prešovský kraj       | – |
| Kaplna                                   | Kapellen, Kapeln, Kepeln, Sankt Elisabeth, Kleinloipersdorf         | Erzsébetkápolna                     | Senec                                   | Bratislavský kraj    | hieß bis zum 31. Dezember 1995 slowakisch Kaplná |
| Kapušany                                 | –                                                                   | Kapi                                | Prešov                                  | Prešovský kraj       | – |
| Kapušianske Kľačany                      | –                                                                   | Nyarádkelecsény, Kaposkelecsény     | Michalovce                              | Košický kraj         | 1943 durch Zusammenschluss der Orte Kľačany, Močiar und Ňarád entstanden, hieß bis 1948 slowakisch Ňarád-Kľačany                                                                        |
| Karlová                                  | –                                                                   | Turóckárolyfalva                    | Martin                                  | Žilinský kraj        | – |
| Karná                                    | –                                                                   | Kiskárna                            | Humenné                                 | Prešovský kraj       | hieß bis 1927 slowakisch Karné |
| Kašov                                    | –                                                                   | Kásó                                | Trebišov                                | Košický kraj         | – |
| Kátlovce                                 | Katlowitz, Katlowetz                                                | Kátló                               | Trnava                                  | Trnavský kraj        | – |
| Kátov                                    | Katow, Getenmarkt                                                   | Kátó                                | Skalica                                 | Trnavský kraj        | – |
| Kazimír                                  | –                                                                   | (Nagy-/Kis-)Kázmér                  | Trebišov                                | Košický kraj         | 1960 aus den Orten Malý Kazimír und Veľký Kazimír entstanden |
| Kecerovce                                | –                                                                   | Kecer                               | Košice-okolie                           | Košický kraj         | 1975 durch Zusammenschluss der Orte Kecerovské Kostoľany und Kecerovské Pekľany |
| Kecerovský Lipovec                       | –                                                                   | Kecerlipóc                          | Košice-okolie                           | Košický kraj         | hieß bis 1927 slowakisch Lipovec/Lipovce |
| Kečkovce                                 | –                                                                   | Kecskőc                             | Svidník                                 | Prešovský kraj       | – |
| Kečovo                                   | –                                                                   | Kecső                               | Rožňava                                 | Košický kraj         | – |
| Kechnec                                  | –                                                                   | Kehnyec                             | Košice-okolie                           | Košický kraj         | hieß bis 1927 slowakisch Keňhec, war von 1964 bis 1985 zusammen mit Milhosť zu Hraničná pri Hornáde vereinigt                                                                           |
| Kendice                                  | –                                                                   | Kende                               | Prešov                                  | Prešovský kraj       | hieß bis 1927 auch slowakisch Kendzice |
| Kesovce                                  | –                                                                   | Sajókeszi                           | Rimavská Sobota                         | Banskobystrický kraj | hieß bis 1927 auch slowakisch Kosihy |
| Keť                                      | –                                                                   | Érsekkéty, Kéty                     | Levice                                  | Nitriansky kraj      | hieß 1948–1992 slowakisch Kvetná |
| Kežmarok                                 | Käsmark                                                             | Késmárk                             | Kežmarok                                | Prešovský kraj       | – |
| Kiarov                                   | –                                                                   | Ipolykér                            | Veľký Krtíš                             | Banskobystrický kraj | – |
| Kladzany                                 | –                                                                   | Klazány                             | Vranov nad Topľou                       | Prešovský kraj       | – |
| Klasov                                   | –                                                                   | Kalász                              | Nitra                                   | Nitriansky kraj      | hieß 1927–1948 slowakisch Kalaz, bis 1927 Kálaz |
| Kláštor pod Znievom                      | Kloster(-Kühhorn)                                                   | Znióváralja                         | Martin                                  | Žilinský kraj        | hieß bis 1927 slowakisch Kláštor pod Zniovom |
| Klátova Nová Ves                         | Stockneudorf, Neudorf                                               | Tőkésújfalu                         | Partizánske                             | Trenčiansky kraj     | hieß bis 1927 auch slowakisch Klatnovejsa |
| Klčov                                    | Koltsch-Kontschan, Koltsch-Kontschau                                | Kolcsó                              | Levoča                                  | Prešovský kraj       | hieß 1927–1948 slowakisch Kolčov, bis 1927 Kolčov-Končany |
| Klenov                                   | Klemberg                                                            | Kelembér                            | Prešov                                  | Prešovský kraj       | hieß 1927–1948 slowakisch Klembarok, bis 1927 Klembark |
| Klenová                                  | –                                                                   | Kelen, 1939–1945 Klenova            | Snina                                   | Prešovský kraj       | – |
| Klenovec                                 | Klenowetz, Klenotz                                                  | Klenóc                              | Rimavská Sobota                         | Banskobystrický kraj | – |
| Kleňany                                  | Kleinen                                                             | Kelenye                             | Veľký Krtíš                             | Banskobystrický kraj | – |
| Klieština                                | –                                                                   | Kelestény                           | Považská Bystrica                       | Trenčiansky kraj     | gehörte 1979–1990 zur Gemeinde Dolná Mariková |
| Klin                                     | –                                                                   | Klin                                | Námestovo                               | Žilinský kraj        | hieß bis 1927 slowakisch Klín |
| Klin nad Bodrogom                        | –                                                                   | Bodrogszög                          | Trebišov                                | Košický kraj         | hieß 1948–1973 Klín nad Bodrogom, 1927–1948 slowakisch Bodrogszög, bis 1927 Bodrogsek und war 1960–1990 Teil der Gemeinde Streda nad Bodrogom                                           |
| Klížska Nemá                             | –                                                                   | Kolozsnéma                          | Komárno                                 | Nitriansky kraj      | – |
| Klokoč                                   | –                                                                   | Hegyhát                             | Detva                                   | Banskobystrický kraj | – |
| Klokočov                                 | –                                                                   | Klokocsóvölgy                       | Čadca                                   | Žilinský kraj        | 1954 aus der Stadt Turzovka ausgegliedert |
| Klokočov                                 | –                                                                   | Hajagos                             | Michalovce                              | Košický kraj         | – |
| Klubina                                  | –                                                                   | Kelebény                            | Čadca                                   | Žilinský kraj        | – |
| Kluknava                                 | Kluckenau, Klekenau, Klukenau                                       | Kluknó                              | Gelnica                                 | Košický kraj         | – |
| Kľačany                                  | Klatzany                                                            | Décskelecsény                       | Hlohovec                                | Trnavský kraj        | hieß bis 1927 slowakisch Klačany |
| Kľače                                    | –                                                                   | Kalacsány                           | Žilina                                  | Žilinský kraj        | war 1971–1990 Teil der Gemeinde Jasenové |
| Kľačno                                   | Gaidel, Gajdel                                                      | Nyitrafő                            | Prievidza                               | Trenčiansky kraj     | hieß 1927–1948 slowakisch Gajdel, bis 1927 Gajdeľ |
| Kľak                                     | Kleck                                                               | Madaraszalja                        | Žarnovica                               | Banskobystrický kraj | – |
| Kľúčovec                                 | –                                                                   | Kulcsod                             | Dunajská Streda                         | Trnavský kraj        | hieß bis 1948 slowakisch Kulcsod |
| Kľušov                                   | –                                                                   | Kolossó                             | Bardejov                                | Prešovský kraj       | – |
| Kmeťovo                                  | –                                                                   | Gyarak                              | Nové Zámky                              | Nitriansky kraj      | hieß bis 1948 slowakisch Ďorok |
| Kobeliarovo                              | Schwarzseifen, Kobelaroff                                           | Kisfeketepatak                      | Rožňava                                 | Košický kraj         | hieß bis 1927 slowakisch Kobeljarovo/Kobelárová |
| Kobylnice                                | –                                                                   | Kabalás                             | Svidník                                 | Prešovský kraj       | hieß bis 1927 auch slowakisch Kobulnica |
| Kobyly                                   | –                                                                   | Lófalu                              | Bardejov                                | Prešovský kraj       | hieß bis 1927 slowakisch Kobyle/Kobulie |
| Koceľovce                                | Getzelsdorf, Getzeldorf, Getzelowetz                                | Gecelfalva                          | Rožňava                                 | Košický kraj         | hieß bis 1948 slowakisch Gecelovce |
| Kociha                                   | –                                                                   | Kecege                              | Rimavská Sobota                         | Banskobystrický kraj | – |
| Kocurany                                 | –                                                                   | Kocurány                            | Prievidza                               | Trenčiansky kraj     | hieß bis 1927 slowakisch Kocúr/Kocurice |
| Kočín-Lančár                             | –                                                                   | Köcsény-Lancsár                     | Piešťany                                | Trnavský kraj        | 1991 aus den Orten Kočín und Lančár entstanden |
| Kočovce                                  | –                                                                   | Kocsóc                              | Nové Mesto nad Váhom                    | Trenčiansky kraj     | nach 1888 aus den Orten Dolné Kočovce und Horné Kočovce entstanden |
| Kochanovce                               | –                                                                   | Kiskohány                           | Bardejov                                | Prešovský kraj       | hieß bis 1927 slowakisch Kahanovce |
| Kochanovce                               | –                                                                   | Felsőkohány                         | Humenné                                 | Prešovský kraj       | – |
| Kojatice                                 | –                                                                   | Kajáta                              | Prešov                                  | Prešovský kraj       | hieß 1927–1948 slowakisch Kojetice, bis 1927 auch Kojecice |
| Kojšov                                   | Koischdorf                                                          | Kojsó                               | Gelnica                                 | Košický kraj         | hieß bis 1927 auch slowakisch Kolšov |
| Kokava nad Rimavicou                     | Kochseifen                                                          | Rimakokova                          | Poltár                                  | Banskobystrický kraj | hieß bis 1927 slowakisch nur Kokava |
| Kokošovce                                | Kobersdorf                                                          | Delnekakasfalva                     | Prešov                                  | Prešovský kraj       | hieß bis 1927 slowakisch Kakašovce |
| Kokšov-Bakša                             | –                                                                   | Koksóbaksa                          | Košice-okolie                           | Košický kraj         | hieß bis 1927 slowakisch nur Kokšov |
| Kolačkov                                 | Klautsch, Klotsch, Klotz                                            | Kalács                              | Stará Ľubovňa                           | Prešovský kraj       | hieß bis 1927 slowakisch Kolačkovo |
| Kolačno                                  | –                                                                   | Kalacsna                            | Partizánske                             | Trenčiansky kraj     | hieß bis 1927 slowakisch Kolačnov/Kolačnô |
| Koláre                                   | –                                                                   | Kővár, Kóvár                        | Veľký Krtíš                             | Banskobystrický kraj | hieß 1927–1978 slowakisch Koláry |
| Kolárovice                               | –                                                                   | Kolaróc                             | Bytča                                   | Žilinský kraj        | – |
| Kolárovo                                 | –                                                                   | Gúta                                | Komárno                                 | Nitriansky kraj      | hieß bis 1948 slowakisch Guta |
| Kolbasov                                 | –                                                                   | Végaszó                             | Snina                                   | Prešovský kraj       | hieß bis 1927 slowakisch Kolbásov |
| Kolbovce                                 | Kolbenhau                                                           | Köves                               | Stropkov                                | Prešovský kraj       | hieß bis 1927 auch slowakisch Kelbovce |
| Kolibabovce                              | –                                                                   | Bölcsős, 1939–1945 Kolibábóc        | Sobrance                                | Košický kraj         | hieß bis 1927 auch slowakisch Kolibabce |
| Kolinovce                                | Kohlsdorf, Kolenitz, Kolenowetz                                     | Kolinfalva                          | Spišská Nová Ves                        | Košický kraj         | hieß bis 1946 slowakisch Kolínovce |
| Kolíňany                                 | –                                                                   | Kolon                               | Nitra                                   | Nitriansky kraj      | hieß bis 1948 slowakisch Koleňany |
| Kolonica                                 | –                                                                   | Kiskolon                            | Snina                                   | Prešovský kraj       | – |
| Kolta                                    | –                                                                   | Kolta                               | Nové Zámky                              | Nitriansky kraj      | – |
| Komárany                                 | –                                                                   | Alsókomaróc                         | Vranov nad Topľou                       | Prešovský kraj       | hieß bis 1948 slowakisch Komariany, bis 1927 auch Komorjany |
| Komárno                                  | Komorn                                                              | (Rév-)Komárom                       | Komárno                                 | Nitriansky kraj      | wurde 1920 zwischen der Tschechoslowakei und Ungarn geteilt |
| Komárov                                  | –                                                                   | Felsőkomaróc                        | Bardejov                                | Prešovský kraj       | hieß bis 1927 slowakisch Komarovce/Komarov |
| Komárovce                                | –                                                                   | Komaróc                             | Košice-okolie                           | Košický kraj         | – |
| Komjatice                                | –                                                                   | Komját                              | Nové Zámky                              | Nitriansky kraj      | – |
| Komjatná                                 | –                                                                   | Komjatna                            | Ružomberok                              | Žilinský kraj        | – |
| Komoča                                   | –                                                                   | Kamocsa                             | Nové Zámky                              | Nitriansky kraj      | hieß bis 1948 slowakisch Kamoča |
| Koniarovce                               | Lowasowitz                                                          | Szomorlovászi                       | Topoľčany                               | Nitriansky kraj      | hieß 1927–1948 slowakisch Lovasovce, bis 1927 Somorová-Lovasovce |
| Konrádovce                               | –                                                                   | Korláti                             | Rimavská Sobota                         | Banskobystrický kraj | hieß bis 1948 slowakisch Korlát |
| Konská                                   | –                                                                   | Konszka                             | Liptovský Mikuláš                       | Žilinský kraj        | gehörte 1976–1990 zur Gemeinde Liptovský Ondrej |
| Konská                                   | –                                                                   | Kunfalva                            | Žilina                                  | Žilinský kraj        | hieß 1927–1929 slowakisch Konská-Rajecké Teplice |
| Koňuš                                    | –                                                                   | Unglovasd                           | Sobrance                                | Košický kraj         | – |
| Kopčany                                  | Koptschan, Gopschein                                                | Kopcsány                            | Skalica                                 | Trnavský kraj        | – |
| Kopernica                                | Deutschlitta                                                        | Barskapronca                        | Žiar nad Hronom                         | Banskobystrický kraj | hieß bis 1927 slowakisch Koprnica |
| Koplotovce                               | –                                                                   | Kaplat                              | Hlohovec                                | Trnavský kraj        | – |
| Koprivnica                               | –                                                                   | Magyarkapronca                      | Bardejov                                | Prešovský kraj       | hieß bis 1927 slowakisch auch Pokryvnica |
| Kordíky                                  | –                                                                   | Kordéháza                           | Banská Bystrica                         | Banskobystrický kraj | – |
| Korejovce                                | –                                                                   | Koróc                               | Svidník                                 | Prešovský kraj       | – |
| Korňa                                    | –                                                                   | Kornyavölgy                         | Čadca                                   | Žilinský kraj        | 1954 aus der Stadt Turzovka ausgegliedert |
| Koromľa                                  | –                                                                   | Koromlak, 1939–1945 Koromlya        | Sobrance                                | Košický kraj         | – |
| Korunková                                | –                                                                   | Pusztaháza                          | Stropkov                                | Prešovský kraj       | hieß 1927–1955 slowakisch Pucak, bis 1927 Pucák |
| Korytárky                                | –                                                                   | Teknős                              | Detva                                   | Banskobystrický kraj | 1993 aus der Gemeinde Kriváň ausgegliedert |
| Korytné                                  | Koritnau                                                            | Korotnok                            | Levoča                                  | Prešovský kraj       | gehörte 1913–1996 zur Gemeinde Poľanovce |
| Kosihovce                                | –                                                                   | Dacsókeszi                          | Veľký Krtíš                             | Banskobystrický kraj | hieß bis 1927 slowakisch auch Kosihy |
| Kosihy nad Ipľom                         | –                                                                   | Ipolykeszi                          | Veľký Krtíš                             | Banskobystrický kraj | hieß bis 1927 slowakisch Ipolské Kosihy |
| Kosorín                                  | –                                                                   | Koszorús                            | Žiar nad Hronom                         | Banskobystrický kraj | – |
| Kostolec                                 | –                                                                   | Kosfalu                             | Považská Bystrica                       | Trenčiansky kraj     | hieß bis 1946 slowakisch Kostelec |
| Kostolište                               | Kirchenplatz, Kiripolz, Kiripoltz, Kiripolds, Kirchle               | Egyházhely                          | Malacky                                 | Bratislavský kraj    | hieß bis 1948 slowakisch Kiripolec, bis 1927 Kiripolce |
| Kostolná pri Dunaji                      | Gaswar, Gostlän, Gosburg an der Donau, Haswar                       | Egyházfa                            | Senec                                   | Bratislavský kraj    | hieß bis 1948 slowakisch Hasvár, bis 1927 auch Gasvár |
| Kostolná Ves                             | Kostolnadorf                                                        | Kisegyházas                         | Prievidza                               | Trenčiansky kraj     | hieß bis 1927 slowakisch auch Kostolnejsa |
| Kostolná-Záriečie                        | –                                                                   | –                                   | Trenčín                                 | Trenčiansky kraj     | 1952 durch Zusammenschluss der Orte Kostolná und Dolné Záriečie entstanden |
| Kostolné                                 | –                                                                   | Nagyegyházas                        | Myjava                                  | Trenčiansky kraj     | – |
| Kostolné Kračany                         | –                                                                   | Egyházkarcsa                        | Dunajská Streda                         | Trnavský kraj        | 1940 durch den Zusammenschluss der Orte Amadeho Kračany, Šipošove Kračany, Kynceľove Kračany, Moravské Kračany und Pinkove Kračany entstanden, hieß bis 1948 slowakisch Amadeho Korčany |
| Kostoľany nad Hornádom                   | –                                                                   | Hernádszentistván                   | Košice-okolie                           | Košický kraj         | war 1961–2002 ein Ortsteil von Družstevná pri Hornáde |
| Kostoľany pod Tribečom                   | –                                                                   | Gímeskosztolány                     | Zlaté Moravce                           | Nitriansky kraj      | hieß 1927–1948 slowakisch Gýmešské Kostolany, bis 1927 Dýmeš Kostolany |
| Koš                                      | Andreasdorf                                                         | Kós                                 | Prievidza                               | Trenčiansky kraj     | – |
| Košariská                                | –                                                                   | Kosaras, Kosáric                    | Myjava                                  | Trenčiansky kraj     | war 1927–1957 mit der Gemeinde Priepasné zur Gemeinde Košariská-Priepasné vereinigt |
| Košarovce                                | –                                                                   | Kosárvágása                         | Humenné                                 | Prešovský kraj       | hieß bis 1927 slowakisch auch Košiarovce |
| Košeca                                   | –                                                                   | Kasza                               | Ilava                                   | Trenčiansky kraj     | – |
| Košecké Podhradie                        | –                                                                   | Kasza(kis-/nagy-)váralja            | Ilava                                   | Trenčiansky kraj     | 1808–1974 in Malé Košecké Podhradie und Veľké Košecké Podhradie geteilt |
| Košice                                   | Kaschau                                                             | Kassa                               | Košice I Košice II Košice III Košice IV | Košický kraj         | – |
| Košická Belá                             | Bella                                                               | Kassabéla                           | Košice-okolie                           | Košický kraj         | – |
| Košická Polianka                         | –                                                                   | Lengyelfalva                        | Košice-okolie                           | Košický kraj         | hieß 1927–1948 slowakisch Polianka, bis 1927 Poľanka |
| Košické Oľšany                           | –                                                                   | (Alsó-/Felső-)Olcsvár, Kassaolcsvár | Košice-okolie                           | Košický kraj         | 1944 aus den Orten Nižný Olčvar und Vyšný Olčvar entstanden, hieß 1948–1969 slowakisch Košické Olšany                                                                                   |
| Košický Klečenov                         | Kleschenwetz                                                        | Kelecsenyborda                      | Košice-okolie                           | Košický kraj         | hieß bis 1948 slowakisch Klečenov |
| Koškovce                                 | –                                                                   | Koskóc                              | Humenné                                 | Prešovský kraj       | – |
| Košolná                                  | Kesselsdorf                                                         | Gósfalva                            | Trnava                                  | Trnavský kraj        | – |
| Košúty                                   | –                                                                   | Nemeskosút                          | Galanta                                 | Trnavský kraj        | hieß bis 1927 slowakisch Zemanské Košúty |
| Košťany nad Turcom                       | –                                                                   | Kostyán                             | Martin                                  | Žilinský kraj        | hieß bis 1927 slowakisch Košťany |
| Kotešová                                 | –                                                                   | Kotessó                             | Bytča                                   | Žilinský kraj        | 1944 durch Zusammenschluss der Orte Veľká Kotešová und Zemianska Kotešová entstanden |
| Kotmanová                                | –                                                                   | Kotmány                             | Lučenec                                 | Banskobystrický kraj | hieß 1948–1990 slowakisch Dobročská Lehota |
| Kotrčiná Lúčka                           | –                                                                   | Kaszásrét                           | Žilina                                  | Žilinský kraj        | hieß bis 1927 slowakisch Kotrč Lúčka |
| Kováčová                                 | –                                                                   | Kiskovácsvágása                     | Rožňava                                 | Košický kraj         | hieß bis 1927 slowakisch Gemerská Kováčová |
| Kováčová                                 | –                                                                   | Kovácsfalva                         | Zvolen                                  | Banskobystrický kraj | hieß bis 1927 slowakisch Kováčova |
| Kováčovce                                | –                                                                   | Szécsénykovácsi, Ipolykovácsi       | Veľký Krtíš                             | Banskobystrický kraj | – |
| Koválov                                  | Kowallow                                                            | Nagykovalló                         | Senica                                  | Trnavský kraj        | hieß 1927–1946 slowakisch Kovalov |
| Koválovec                                | Kleinkowallow                                                       | Kiskovalló                          | Skalica                                 | Trnavský kraj        | hieß 1927–1946 slowakisch Kovalovec |
| Kovarce                                  | Kowarz, Kowaritz                                                    | Kovarc                              | Topoľčany                               | Nitriansky kraj      | hieß bis 1927 slowakisch Kovárce/Kovárovce |
| Kozárovce                                | Koscharowetz                                                        | Garamkovácsi                        | Levice                                  | Nitriansky kraj      | hieß bis 1927 slowakisch Kozarovce/Košiarovce |
| Kozelník                                 | –                                                                   | Zólyomkecskés                       | Banská Štiavnica                        | Banskobystrický kraj | – |
| Kozí Vrbovok                             | –                                                                   | Kecskevarbók                        | Krupina                                 | Banskobystrický kraj | – |
| Kožany                                   | –                                                                   | Kozsány                             | Bardejov                                | Prešovský kraj       | – |
| Kožuchov                                 | –                                                                   | Kazsó                               | Trebišov                                | Košický kraj         | – |
| Kožuchovce                               | –                                                                   | Körmös                              | Stropkov                                | Prešovský kraj       | hieß bis 1927 slowakisch Kožuchovec |
| Kračúnovce                               | –                                                                   | Karácsonmező                        | Svidník                                 | Prešovský kraj       | hieß bis 1927 slowakisch auch Kračonovce |
| Krahule                                  | Blaufuß, Blaufuss, Bleyfuss, Plowes                                 | Kékellő                             | Žiar nad Hronom                         | Banskobystrický kraj | hieß bis 1948 slowakisch Blaufuss, bis 1927 Blajfus/Krahule |
| Krajná Bystrá                            | –                                                                   | Bátorhegy                           | Svidník                                 | Prešovský kraj       | hieß bis 1927 slowakisch Bystrá/Krajná Bystra |
| Krajná Poľana                            | –                                                                   | Ladomérmező                         | Svidník                                 | Prešovský kraj       | hieß bis 1927 slowakisch Poľana |
| Krajná Porúbka                           | –                                                                   | Végortovány                         | Svidník                                 | Prešovský kraj       | hieß bis 1927 slowakisch Porúbka |
| Krajné                                   | –                                                                   | Karaj                               | Myjava                                  | Trenčiansky kraj     | – |
| Krajné Čierno                            | –                                                                   | Végcsarnó                           | Svidník                                 | Prešovský kraj       | hieß 1927–1948 slowakisch Krajné Čarno, bis 1927 auch Krajné Čierne/Čarno |
| Krakovany                                | –                                                                   | Krakovány                           | Piešťany                                | Trnavský kraj        | – |
| Králiky                                  | –                                                                   | Királyka                            | Banská Bystrica                         | Banskobystrický kraj | – |
| Kráľ                                     | –                                                                   | Sajószentkirály, Szentkirály        | Rimavská Sobota                         | Banskobystrický kraj | hieß bis 1964 slowakisch Svätý Kráľ |
| Kráľov Brod                              | –                                                                   | Királyrév                           | Galanta                                 | Trnavský kraj        | hieß bis 1927 slowakisch Králová |
| Kráľova Lehota                           | –                                                                   | Királylehota                        | Liptovský Mikuláš                       | Žilinský kraj        | hieß bis 1927 slowakisch Královská Lehôta |
| Kráľová nad Váhom                        | Waagkönigsdorf                                                      | Vágkirályfa                         | Šaľa                                    | Nitriansky kraj      | – |
| Kráľová pri Senci                        | Königseiden, Königsaden                                             | Királyfa                            | Senec                                   | Bratislavský kraj    | hieß 1927–1960 slowakisch Kráľová |
| Kraľovany                                | –                                                                   | Kralován                            | Dolný Kubín                             | Žilinský kraj        | – |
| Kráľovce                                 | Kralowetz                                                           | Királynépe                          | Košice-okolie                           | Košický kraj         | – |
| Kráľovce-Krnišov                         | –                                                                   | –                                   | Krupina                                 | Banskobystrický kraj | 1964 aus den Orten Kráľovce und Krnišov entstanden |
| Kráľovičove Kračany                      | –                                                                   | Királyfiakarcsa                     | Dunajská Streda                         | Trnavský kraj        | 1940 durch Zusammenschluss der Orte Etreho Kračany, Jastrabie Kračany, Kľúčiarove Kračany und Lesné Kračany entstanden, hieß bis 1948 slowakisch Kráľovičove Korčany                    |
| Kráľovský Chlmec                         | –                                                                   | Királyhelmec                        | Trebišov                                | Košický kraj         | hieß bis 1948 slowakisch Kráľovský Chlumec |
| Kraskovo                                 | –                                                                   | Karaszkó                            | Rimavská Sobota                         | Banskobystrický kraj | hieß bis 1927 slowakisch auch Kraskov |
| Krásna Lúka                              | Schönwies                                                           | Széprét                             | Sabinov                                 | Prešovský kraj       | hieß bis 1948 slowakisch Šenviz |
| Krásna Ves                               | –                                                                   | Bánkaraszna                         | Bánovce nad Bebravou                    | Trenčiansky kraj     | hieß bis 1927 slowakisch auch Krásnejsa |
| Krásno                                   | –                                                                   | Ószéplak                            | Partizánske                             | Trenčiansky kraj     | war 1976–1990 Teil der Gemeinde Nedanovce |
| Krásno nad Kysucou                       | –                                                                   | Karásznó                            | Čadca                                   | Žilinský kraj        | hieß bis 1927 slowakisch nur Krasno |
| Krásnohorská Dlhá Lúka                   | Lange-Wiese                                                         | Várhosszúrét                        | Rožňava                                 | Košický kraj         | hieß bis 1927 slowakisch Dlhá Lúka |
| Krásnohorské Podhradie                   | –                                                                   | Krasznahorkaváralja                 | Rožňava                                 | Košický kraj         | hieß bis 1927 slowakisch auch Krásna Horka-Podhradie |
| Krásnovce                                | –                                                                   | Karaszna                            | Michalovce                              | Košický kraj         | hieß bis 1927 slowakisch Krasnovce |
| Krásny Brod                              | –                                                                   | Laborcrév                           | Medzilaborce                            | Prešovský kraj       | hieß 1927–1965 rusinisch Krasnyj Brod |
| Krasňany                                 | –                                                                   | Krasznyán                           | Žilina                                  | Žilinský kraj        | hieß bis 1927 slowakisch Krašňany |
| Kravany                                  | Kuhschwanz, Kuhschwantz                                             | Erzsébetháza                        | Poprad                                  | Prešovský kraj       | hieß bis 1948 slowakisch Kraviany |
| Kravany                                  | –                                                                   | Kereplye                            | Trebišov                                | Košický kraj         | bildete 1964–1969 zusammen mit Stankovce die Gemeinde Podhorany, hieß bis 1948 slowakisch Kraviany                                                                                      |
| Kravany nad Dunajom                      | –                                                                   | Karva                               | Komárno                                 | Nitriansky kraj      | hieß bis 1948 slowakisch Karva |
| Krčava                                   | –                                                                   | Karcsava                            | Sobrance                                | Košický kraj         | – |
| Kremná                                   | Krembach, Krempach, Krumpach                                        | Lublókorompa                        | Stará Ľubovňa                           | Prešovský kraj       | hieß bis 1948 slowakisch Krempach, bis 1927 Krempach pri Ľubovni |
| Kremnica                                 | Kremnitz                                                            | Körmöcbánya                         | Žiar nad Hronom                         | Banskobystrický kraj | – |
| Kremnické Bane                           | Johannisberg, Berg                                                  | Jánoshegy                           | Žiar nad Hronom                         | Banskobystrický kraj | hieß bis 1948 slowakisch Piargy, war 1980–1992 Ortsteil von Kremnica |
| Kristy                                   | –                                                                   | Kereszt                             | Sobrance                                | Košický kraj         | – |
| Krišľovce                                | –                                                                   | Kisvölgy                            | Stropkov                                | Prešovský kraj       | hieß 1927–31. Dezember 1991 slowakisch Krišlovce, bis 1927 Križlovce/Krislovce |
| Krišovská Liesková                       | –                                                                   | –                                   | Michalovce                              | Košický kraj         | 1960 aus den Orten Krížany (bis 1948 Mokča-Krisov) und Liesková (bis 1948 Moďoroš) entstanden                                                                                           |
| Krivá                                    | –                                                                   | Kriva                               | Dolný Kubín                             | Žilinský kraj        | – |
| Krivany                                  | –                                                                   | Krivány                             | Sabinov                                 | Prešovský kraj       | hieß 1927–1948 slowakisch Kriviany, bis 1927 auch Krívany |
| Kriváň                                   | –                                                                   | Krivány                             | Detva                                   | Banskobystrický kraj | 1955 aus der Stadt Detva ausgegliedert |
| Krivé                                    | –                                                                   | Sárosgörbény                        | Bardejov                                | Prešovský kraj       | – |
| Krivoklát                                | –                                                                   | Széppatak                           | Ilava                                   | Trenčiansky kraj     | gehörte 1979–1990 zur Gemeinde Pruské |
| Krivosúd-Bodovka                         | –                                                                   | Bodóka                              | Trenčín                                 | Trenčiansky kraj     | – |
| Kríže                                    | –                                                                   | Kiskereszt                          | Bardejov                                | Prešovský kraj       | – |
| Krížová Ves                              | Kreuz, Kreutz, Kreutzdorf                                           | Keresztfalu                         | Kežmarok                                | Prešovský kraj       | – |
| Krížovany                                | Kreuzdorf, Kreutzdorf, Heiligenkreuz, Heiligskreutz                 | Szentkereszt                        | Prešov                                  | Prešovský kraj       | hieß 1927–1948 slowakisch Križoviany, bis 1927 auch Križovany |
| Križovany nad Dudváhom                   | –                                                                   | Vágkeresztúr                        | Trnava                                  | Trnavský kraj        | hieß bis 1948 slowakisch Kerestúr, war zusammen mit den Gemeinden Opoj und Vlčkovce zwischen 1975 und 1990 zur Gemeinde Dudváh vereinigt                                                |
| Krná                                     | –                                                                   | Kiskorna                            | Poltár                                  | Banskobystrický kraj | – |
| Krnča                                    | Krentz                                                              | Kerencs                             | Topoľčany                               | Nitriansky kraj      | – |
| Krokava                                  | –                                                                   | Kopárhegy                           | Rimavská Sobota                         | Banskobystrický kraj | – |
| Krompachy                                | Krompach, Krombach                                                  | Korompa                             | Spišská Nová Ves                        | Košický kraj         | – |
| Krpeľany                                 | –                                                                   | Kerpelény                           | Martin                                  | Žilinský kraj        | – |
| Krškany                                  | –                                                                   | (Kis-/Nagy-)Kereskény               | Levice                                  | Nitriansky kraj      | 1960 aus den Orten Malé Krškany und Veľké Krškany entstanden |
| Krtovce                                  | –                                                                   | Kartolc                             | Topoľčany                               | Nitriansky kraj      | – |
| Kručov                                   | –                                                                   | Felsőkrucsó                         | Stropkov                                | Prešovský kraj       | hieß bis zum 31. Dezember 1992 slowakisch Ruský Kručov, 1920–1965 rusinisch Ruskij Kručov                                                                                               |
| Krupina                                  | Karpfen, Körpen                                                     | Korpona                             | Krupina                                 | Banskobystrický kraj | – |
| Krušetnica                               | Kruschenitz                                                         | Krusetnica                          | Námestovo                               | Žilinský kraj        | – |
| Krušinec                                 | –                                                                   | Körösény                            | Stropkov                                | Prešovský kraj       | – |
| Krušovce                                 | Korosch                                                             | Nyitrakoros                         | Topoľčany                               | Nitriansky kraj      | – |
| Kružlov                                  | –                                                                   | Kőtelep                             | Bardejov                                | Prešovský kraj       | hieß bis 1927 slowakisch Kružľová |
| Kružlová                                 | –                                                                   | Ruzsoly                             | Svidník                                 | Prešovský kraj       | hieß bis 1927 slowakisch Kružľová |
| Kružná                                   | –                                                                   | Berzétekőrös, Kőrös                 | Rožňava                                 | Košický kraj         | hieß 1920–1948 slowakisch Kerešovce, bis 1927 auch Kerešov, gehörte 1976–1990 zur Stadt Rožňava                                                                                         |
| Kružno                                   | –                                                                   | Kruzsnó                             | Rimavská Sobota                         | Banskobystrický kraj | 1923 entstanden, 1937 aus der Gemeinde Sušany ausgegliedert |
| Kšinná                                   | –                                                                   | Kesnyő                              | Bánovce nad Bebravou                    | Trenčiansky kraj     | hieß bis 1927 slowakisch Kšiná |
| Kubáňovo                                 | –                                                                   | Szete                               | Levice                                  | Nitriansky kraj      | hieß bis 1927 slowakisch Setich |
| Kučín                                    | –                                                                   | Felsőköcsény                        | Bardejov                                | Prešovský kraj       | – |
| Kučín                                    | –                                                                   | Alsóköcsény                         | Vranov nad Topľou                       | Prešovský kraj       | – |
| Kuchyňa                                  | Kuchel, Kuchl                                                       | Konyha                              | Malacky                                 | Bratislavský kraj    | – |
| Kuklov                                   | Kugelhof, Kuglhof, Kuchelhof                                        | Kukló                               | Senica                                  | Trnavský kraj        | – |
| Kuková                                   | –                                                                   | Kükemező                            | Svidník                                 | Prešovský kraj       | – |
| Kukučínov                                | –                                                                   | Nemesoroszi, Oroszi                 | Levice                                  | Nitriansky kraj      | hieß bis 1948 slowakisch Oros, bis 1973 Kukučinov |
| Kunerad                                  | –                                                                   | Kenyered                            | Žilina                                  | Žilinský kraj        | hieß bis 1927 slowakisch Kunerád |
| Kunešov                                  | Kuneschhau, Kuneschhay, Koneshaj                                    | Kunosvágása                         | Žiar nad Hronom                         | Banskobystrický kraj | hieß bis 1927 slowakisch Konošov |
| Kunova Teplica                           | Teplitz                                                             | Kuntapolca                          | Rožňava                                 | Košický kraj         | hieß bis 1927 slowakisch Kunová Teplica |
| Kuraľany                                 | –                                                                   | Kural                               | Levice                                  | Nitriansky kraj      | hieß 1927–1948 slowakisch Kuralany, bis 1927 Kuraly |
| Kurima                                   | –                                                                   | Kurima                              | Bardejov                                | Prešovský kraj       | – |
| Kurimany                                 | Kirn, Kiern, Kürn, Kurimann                                         | Kiskerény                           | Levoča                                  | Prešovský kraj       | hieß bis 1948 slowakisch Kurimiany, bis 1927 auch schon Kurimany |
| Kurimka                                  | –                                                                   | Kiskurima                           | Svidník                                 | Prešovský kraj       | – |
| Kurov                                    | –                                                                   | Kuró                                | Bardejov                                | Prešovský kraj       | – |
| Kusín                                    | –                                                                   | Harapás                             | Michalovce                              | Košický kraj         | hieß bis 1927 slowakisch Kušín |
| Kútniky                                  | –                                                                   | Hegyéte                             | Dunajská Streda                         | Trnavský kraj        | 1940 durch Zusammenschluss der Orte Heďbeneéte und Töböréte entstanden, hieß bis 1948 slowakisch Hegyéte                                                                                |
| Kúty                                     | Kutti, Kuthi                                                        | Jókút                               | Senica                                  | Trnavský kraj        | – |
| Kuzmice                                  | –                                                                   | Nyitrakozma                         | Topoľčany                               | Nitriansky kraj      | 1977–1997 Teil der Stadt Topoľčany |
| Kuzmice                                  | –                                                                   | Kozma                               | Trebišov                                | Košický kraj         | hieß bis 1927 slowakisch auch Kužnice |
| Kvačany                                  | –                                                                   | Kvacsan                             | Liptovský Mikuláš                       | Žilinský kraj        | – |
| Kvačany                                  | –                                                                   | Kacsány                             | Prešov                                  | Prešovský kraj       | hieß bis 1927 slowakisch Šarišské Kvačany |
| Kvakovce                                 | –                                                                   | Nagykőpatak                         | Vranov nad Topľou                       | Prešovský kraj       | – |
| Kvašov                                   | –                                                                   | Kvassó                              | Púchov                                  | Trenčiansky kraj     | hieß bis 1927 slowakisch auch Kvášov, war 1980–1990 Teil der Gemeinde Horovce |
| Kvetoslavov                              | Austern, Auern                                                      | Úszor                               | Dunajská Streda                         | Trnavský kraj        | hieß bis 1948 slowakisch Úzor |
| Kyjatice                                 | –                                                                   | Kiéte                               | Rimavská Sobota                         | Banskobystrický kraj | hieß bis 1927 slowakisch auch Kijatice |
| Kyjov                                    | –                                                                   | Kijó                                | Stará Ľubovňa                           | Prešovský kraj       | – |
| Kynceľová                                | Künzelsdorf                                                         | Göncölfalva                         | Banská Bystrica                         | Banskobystrický kraj | hieß bis 1946 slowakisch auch Kyncelová, war 1970–1990 Teil der Stadt Banská Bystrica                                                                                                   |
| Kysak                                    | –                                                                   | Sároskőszeg                         | Košice-okolie                           | Košický kraj         | hieß bis 1927 slowakisch auch Kysag |
| Kyselica                                 | –                                                                   | Keszölcés                           | Dunajská Streda                         | Trnavský kraj        | gehörte 1940–1988 zu Vojka nad Dunajom, 1988–1993 zu Rohovce |
| Kysta                                    | –                                                                   | Kiszte                              | Trebišov                                | Košický kraj         | hieß bis 1948 slowakisch Kista |
| Kysucké Nové Mesto                       | Kischützneustadt, Oberneustadel, Kongesberg, Neustadt an der Kißutz | Kiszucaújhely                       | Kysucké Nové Mesto                      | Žilinský kraj        | – |
| Kysucký Lieskovec                        | –                                                                   | Újhelymogyoród                      | Kysucké Nové Mesto                      | Žilinský kraj        | hieß 1927–1944 slowakisch Lieskovec nad Kysucou, bis 1927 nur Lieskovec |

## L
| Städte und Gemeinden in der Slowakei – L |                                                  |                               |                      |                      | |
| Name                                     | Name                                             | Name                          | Bezirk               | Landschaftsverband   | Bemerkungen |
| slowakisch                               | deutsch                                          | ungarisch                     | Bezirk               | Landschaftsverband   | Bemerkungen |
| Láb                                      | Laab                                             | Láb                           | Malacky              | Bratislavský kraj    | – |
| Lackov                                   | –                                                | Lászlód                       | Krupina              | Banskobystrický kraj | – |
| Lacková                                  | Latzenseifen, Latzenseifendorf                   | Lackvágása                    | Stará Ľubovňa        | Prešovský kraj       | – |
| Lackovce                                 | –                                                | Lácfalva                      | Humenné              | Prešovský kraj       | war von 1971 bis zum 1. August 1999 ein Teil der Stadt Humenné |
| Lada                                     | –                                                | Láda                          | Prešov               | Prešovský kraj       | – |
| Ladce                                    | –                                                | Lédec                         | Ilava                | Trenčiansky kraj     | hieß bis 1927 slowakisch Ľadce |
| Ladice                                   | Laditz                                           | Barslédec                     | Zlaté Moravce        | Nitriansky kraj      | – |
| Ladmovce                                 | –                                                | Ladamóc, Ladmóc               | Trebišov             | Košický kraj         | – |
| Ladomerská Vieska                        | –                                                | –                             | Žiar nad Hronom      | Banskobystrický kraj | 1960 aus den Orten Ladomer und Vieska entstanden |
| Ladomirov                                | –                                                | Ladomér                       | Snina                | Prešovský kraj       | hieß bis 1927 slowakisch Ladomirová |
| Ladomirová                               | –                                                | Ladomérvágása                 | Svidník              | Prešovský kraj       | hieß bis 1927 slowakisch auch Ladomirovce |
| Ladzany                                  | Lasan                                            | Ledény                        | Krupina              | Banskobystrický kraj | – |
| Lakšárska Nová Ves                       | Laxarneudorf, Lackscharneudorf                   | Laksárújfalu                  | Senica               | Trnavský kraj        | – |
| Lascov                                   | –                                                | Lászó                         | Bardejov             | Prešovský kraj       | hieß bis 1927 slowakisch auch Lastovice |
| Laskár                                   | –                                                | Laszkár                       | Martin               | Žilinský kraj        | hieß bis 1927 slowakisch Laskáry |
| Lastomír                                 | –                                                | Lasztomér                     | Michalovce           | Košický kraj         | – |
| Lastovce                                 | –                                                | Lasztóc                       | Trebišov             | Košický kraj         | – |
| Laškovce                                 | –                                                | Lask                          | Michalovce           | Košický kraj         | – |
| Látky                                    | –                                                | Látka                         | Detva                | Banskobystrický kraj | 1953 aus Teilen der Gemeinde Málinec gegründet |
| Lazany                                   | –                                                | Bajmóclazán                   | Prievidza            | Trenčiansky kraj     | – |
| Lazisko                                  | –                                                | Laziszkó                      | Liptovský Mikuláš    | Žilinský kraj        | hieß bis 1927 slowakisch auch Lazište |
| Lazy pod Makytou                         | Laaz                                             | Láz                           | Púchov               | Trenčiansky kraj     | hieß bis 1927 slowakisch nur Lazy |
| Lažany                                   | –                                                | Lászka                        | Prešov               | Prešovský kraj       | – |
| Lednica                                  | Lednitz                                          | Lednic                        | Púchov               | Trenčiansky kraj     | – |
| Lednické Rovne                           | Lednitz-Rowne, Rowne-Lednitz                     | Lednicróna                    | Púchov               | Trenčiansky kraj     | hieß bis 1927 slowakisch Lednica Rovné/Lednické Rovné |
| Legnava                                  | Legenau, Legnau                                  | Hosszúvágás                   | Stará Ľubovňa        | Prešovský kraj       | hieß bis 1927 slowakisch Legňava |
| Lehnice                                  | (Klein-/Groß-)Legendorf                          | Lég                           | Dunajská Streda      | Trnavský kraj        | 1940 aus den Orten Malý Lég, Veľký Lég und Sása entstanden, hieß bis 1948 slowakisch Lég                                                                                      |
| Lehota                                   | –                                                | Abaszállás                    | Nitra                | Nitriansky kraj      | – |
| Lehota nad Rimavicou                     | –                                                | –                             | Rimavská Sobota      | Banskobystrický kraj | 1957 durch Zusammenschluss der Orte Rimavská Lehota und Rimavica entstanden                                                                                                   |
| Lehota pod Vtáčnikom                     | –                                                | –                             | Prievidza            | Trenčiansky kraj     | 1960 durch Zusammenschluss der Gemeinden Malá Lehota und Veľká Lehota entstanden                                                                                              |
| Lehôtka                                  | –                                                | Gácsliget                     | Lučenec              | Banskobystrický kraj | hieß bis 1927 slowakisch Ľahotka |
| Lehôtka pod Brehmi                       | –                                                | Apáthegyalja                  | Žiar nad Hronom      | Banskobystrický kraj | hieß 1927–1948 slowakisch Lehotka prod Brehi, 1948–1973 Lehôtka prod Brehi und vor 1927 Lehôtka Podbrehy                                                                      |
| Lechnica                                 | Lechnitz                                         | Lehnic                        | Kežmarok             | Prešovský kraj       | – |
| Lekárovce                                | –                                                | Lakárd                        | Sobrance             | Košický kraj         | hieß 1920–1939 slowakisch Lekart, 1945–1948 Lekárt |
| Leles                                    | –                                                | Lelesz                        | Trebišov             | Košický kraj         | – |
| Leľa                                     | –                                                | Leléd                         | Nové Zámky           | Nitriansky kraj      | – |
| Lemešany                                 | Lemesch                                          | Lemes                         | Prešov               | Prešovský kraj       | – |
| Lenartov                                 | –                                                | Lénártó                       | Bardejov             | Prešovský kraj       | hieß bis 1927 slowakisch auch Lanartov |
| Lenartovce                               | –                                                | Sajólénártfalva               | Rimavská Sobota      | Banskobystrický kraj | hieß 1927–1948 slowakisch Linhartovce, bis 1927 Linkartovce |
| Lendak                                   | Landeck                                          | Lándok                        | Kežmarok             | Prešovský kraj       | – |
| Lenka                                    | –                                                | Sajólenke, Lenke              | Rimavská Sobota      | Banskobystrický kraj | – |
| Lentvora                                 | –                                                | Lentő                         | Lučenec              | Banskobystrický kraj | – |
| Leopoldov                                | Leopoldneustadtl                                 | Újvároska                     | Hlohovec             | Trnavský kraj        | hieß bis 1948 slowakisch Mestečko |
| Lesenice                                 | Lesenitz                                         | Leszenye                      | Veľký Krtíš          | Banskobystrický kraj | hieß bis 1927 slowakisch auch Lesenica |
| Lesíček                                  | –                                                | Erdőcske                      | Prešov               | Prešovský kraj       | hieß bis 1927 slowakisch Lesníček |
| Lesné                                    | –                                                | Leszna                        | Michalovce           | Košický kraj         | – |
| Lesnica                                  | Leschnitz, Lesnitz                               | Erdős                         | Stará Ľubovňa        | Prešovský kraj       | – |
| Leštiny                                  | –                                                | Lestin                        | Dolný Kubín          | Žilinský kraj        | – |
| Lešť                                     | –                                                | Lest                          | Zvolen               | Banskobystrický kraj | – |
| Letanovce                                | Lettensdorf, Lethensdorf, Ladendorf, Bettensdorf | Létánfalva                    | Spišská Nová Ves     | Košický kraj         | – |
| Letničie                                 | Lettnitz, Letnitz                                | Letenőc                       | Skalica              | Trnavský kraj        | hieß bis 1927 slowakisch auch Letnice |
| Leváre                                   | –                                                | Lévárt                        | Revúca               | Banskobystrický kraj | hieß 1948–1992 slowakisch Strelnice, 1927–1948 Lévárt, bis 1927 Gemerské Leváre                                                                                               |
| Levice                                   | Lewenz, Lewentz, Lebentz                         | Léva                          | Levice               | Nitriansky kraj      | – |
| Levkuška                                 | –                                                | Lőkös, Lőkösháza              | Revúca               | Banskobystrický kraj | hieß 1927–1948 slowakisch Levkeška, bis 1927 Lekeška/Lékáška |
| Levoča                                   | Leutschau                                        | Lőcse                         | Levoča               | Prešovský kraj       | – |
| Ležiachov                                | –                                                | Lézsa                         | Martin               | Žilinský kraj        | hieß bis 1927 slowakisch Ležiachovo |
| Libichava                                | –                                                | Libáka                        | Bánovce nad Bebravou | Trenčiansky kraj     | war 1976–1990 Teil der Gemeinde Veľké Hoste |
| Licince                                  | –                                                | Lice                          | Revúca               | Banskobystrický kraj | hieß bis 1927 slowakisch auch Licynec |
| Ličartovce                               | –                                                | Licsérd                       | Prešov               | Prešovský kraj       | – |
| Liesek                                   | –                                                | Ljeszek                       | Tvrdošín             | Žilinský kraj        | – |
| Lieskovany                               | Haseldorf, Haselsdorf, Steckensdorf              | Leszkovány                    | Spišská Nová Ves     | Košický kraj         | hieß bis 1946 slowakisch Lieskoviany, bis 1927 Leskoviany/Lieskovany |
| Lieskovec                                | –                                                | Mogyorósfalu                  | Humenné              | Prešovský kraj       | hieß bis 1927 slowakisch Lískovec |
| Lieskovec                                | –                                                | Újmogyoród                    | Zvolen               | Banskobystrický kraj | gehörte 1976–1990 zur Stadt Zvolen |
| Liešno                                   | Liexen                                           | Turócerdőd                    | Turčianske Teplice   | Žilinský kraj        | hieß 1927–1946 slowakisch Liešne |
| Liešťany                                 | –                                                | Lestyén                       | Prievidza            | Trenčiansky kraj     | hieß bis 1927 slowakisch Lešťany/Liešťane |
| Lietava                                  | –                                                | Zsolnalitva                   | Žilina               | Žilinský kraj        | – |
| Lietavská Lúčka                          | –                                                | Litvailló                     | Žilina               | Žilinský kraj        | hieß bis 1927 slowakisch Lietava Lúčka |
| Lietavská Svinná-Babkov                  | –                                                | –                             | Žilina               | Žilinský kraj        | 1991 aus den Orten Babkov und Lietavská Svinná entstanden |
| Likavka                                  | –                                                | Likavka                       | Ružomberok           | Žilinský kraj        | – |
| Limbach                                  | Limbach, Limpach                                 | Limpak                        | Pezinok              | Bratislavský kraj    | hieß von 1927 bis 1957 slowakisch Hliník |
| Lipany                                   | Siebenlinden                                     | Héthárs                       | Sabinov              | Prešovský kraj       | hieß bis 1948 slowakisch Lipiany |
| Lipník                                   | –                                                | Hársas                        | Prievidza            | Trenčiansky kraj     | war 1976–1990 Teil der Gemeinde Chrenovec |
| Lipníky                                  | –                                                | Lipnikpuszta                  | Prešov               | Prešovský kraj       | 1990 aus der Gemeinde Nemcovce ausgegliedert |
| Lipová                                   | –                                                | Tapolylippó                   | Bardejov             | Prešovský kraj       | – |
| Lipová                                   | –                                                | –                             | Nové Zámky           | Nitriansky kraj      | 1960 durch Zusammenschluss der Orte Mlynský Sek und Ondrochov entstanden |
| Lipovany                                 | –                                                | Romhánypuszta                 | Lučenec              | Banskobystrický kraj | 1952 aus der Gemeinde Pleš ausgegliedert |
| Lipovce                                  | Lipholz                                          | Szinyelipóc                   | Prešov               | Prešovský kraj       | hieß bis 1927 slowakisch Lipovec |
| Lipové                                   | –                                                | Hodzsafalva, Zsemlékes        | Komárno              | Nitriansky kraj      | 1926 aus Teilen der Orte Bodza und Tôň entstanden, hieß bis 1951 Hodžovo |
| Lipovec                                  | –                                                | Lamosfalva                    | Martin               | Žilinský kraj        | war 1949–1954 Teil der Stadt Martin |
| Lipovec                                  | –                                                | Gömörlipóc                    | Rimavská Sobota      | Banskobystrický kraj | – |
| Lipovník                                 | –                                                | Hárskút                       | Rožňava              | Košický kraj         | hieß bis 1948 slowakisch Hárskút |
| Lipovník                                 | –                                                | Lipovnok                      | Topoľčany            | Nitriansky kraj      | – |
| Liptovská Anna                           | –                                                | Szentanna                     | Liptovský Mikuláš    | Žilinský kraj        | hieß bis 1952 slowakisch Svätá Anna |
| Liptovská Kokava                         | –                                                | Kokava                        | Liptovský Mikuláš    | Žilinský kraj        | hieß bis 1920 slowakisch nur Kokava |
| Liptovská Lúžna                          | –                                                | Lúzsna                        | Ružomberok           | Žilinský kraj        | hieß bis 1927 slowakisch nur Lúžna |
| Liptovská Osada                          | –                                                | Oszada                        | Ružomberok           | Žilinský kraj        | hieß bis 1927 slowakisch nur Osada |
| Liptovská Porúbka                        | –                                                | Kisporuba                     | Liptovský Mikuláš    | Žilinský kraj        | hieß bis 1948 slowakisch nur Porúbka, war 1971–1992 Teil der Stadt Liptovský Mikuláš                                                                                          |
| Liptovská Sielnica                       | –                                                | Szielnic                      | Liptovský Mikuláš    | Žilinský kraj        | hieß bis 1946 slowakisch nur Sielnica |
| Liptovská Štiavnica                      | –                                                | Nagyselmec                    | Ružomberok           | Žilinský kraj        | hieß bis 1927 slowakisch nur Štiavnica |
| Liptovská Teplá                          | Bad Liptsch                                      | Liptótepla                    | Ružomberok           | Žilinský kraj        | – |
| Liptovská Teplička                       | Zeplitschke                                      | Teplicska                     | Poprad               | Prešovský kraj       | hieß bis 1927 slowakisch nur Teplička |
| Liptovské Beharovce                      | Beharz, Beharowitz, Beharowetz                   | Behárfalu                     | Liptovský Mikuláš    | Žilinský kraj        | hieß bis 1948 slowakisch nur Beharovce |
| Liptovské Kľačany                        | –                                                | Kelecsény                     | Liptovský Mikuláš    | Žilinský kraj        | hieß bis 1946 slowakisch nur Kľačany |
| Liptovské Matiašovce                     | –                                                | Liptómattyasóc, Alsómattyasóc | Liptovský Mikuláš    | Žilinský kraj        | 1924 durch Zusammenschluss der Orte Dolné Matiašovce und Horné Matiašovce entstanden                                                                                          |
| Liptovské Revúce                         | –                                                | Háromrevuca                   | Ružomberok           | Žilinský kraj        | hieß bis 1927 slowakisch Nižná Revúca, Prostredná Revúca a Vyšná Revúca/Tri Revúce                                                                                            |
| Liptovské Sliače                         | –                                                | Háromszlécs                   | Ružomberok           | Žilinský kraj        | hieß bis 1. Juli 2001 slowakisch Sliače, bis 1927 slowakisch Nižný Sliač, Prostredný Sliač a Vyšný Sliač/Tri Sliače                                                           |
| Liptovský Hrádok                         | Liptau-Hradek                                    | Liptóújvár                    | Liptovský Mikuláš    | Žilinský kraj        | hieß bis 1927 slowakisch nur Hrádok |
| Liptovský Ján                            | Sankt Johann (in der Liptau)                     | Szentiván                     | Liptovský Mikuláš    | Žilinský kraj        | hieß bis 1960 slowakisch Liptovský Svätý Ján, bis 1927 nur Svätý Ján |
| Liptovský Michal                         | –                                                | Szentmihály                   | Ružomberok           | Žilinský kraj        | hieß bis 1955 slowakisch Liptovský Svätý Michal, bis 1927 Svätý Michal, war von 1924 bis 1955 Teil der Gemeinde Ivachnová, 1955 auch kurz Teil der Gemeinde Partizánska Ľupča |
| Liptovský Mikuláš                        | Liptau-Sankt-Nikolaus, Sankt-Niklo               | Liptószentmiklós              | Liptovský Mikuláš    | Žilinský kraj        | hieß bis 1952 slowakisch Liptovský Svätý Mikuláš |
| Liptovský Ondrej                         | Andreasdorf, Sankt Andrä                         | Szentandrás                   | Liptovský Mikuláš    | Žilinský kraj        | hieß bis 1948 slowakisch Svätý Ondrej, bis 1952 Liptovský Svätý Ondrej |
| Liptovský Peter                          | –                                                | Szentpéter                    | Liptovský Mikuláš    | Žilinský kraj        | hieß bis 1948 slowakisch Svätý Peter, bis 1952 Liptovský Svätý Peter |
| Liptovský Trnovec                        | –                                                | Tarnóc                        | Liptovský Mikuláš    | Žilinský kraj        | hieß bis 1927 slowakisch nur Trnovec |
| Lisková                                  | –                                                | Liszkófalu                    | Ružomberok           | Žilinský kraj        | – |
| Lišov                                    | –                                                | Lissó                         | Krupina              | Banskobystrický kraj | – |
| Litava                                   | –                                                | Litva                         | Krupina              | Banskobystrický kraj | – |
| Litmanová                                | Littmannsau                                      | Hársád                        | Stará Ľubovňa        | Prešovský kraj       | – |
| Livina                                   | –                                                | Lévna                         | Partizánske          | Trenčiansky kraj     | gehörte 1960–1990 zur Gemeinde Nadlice |
| Livinské Opatovce                        | Livina-Optatowitz                                | Apátlévna                     | Partizánske          | Trenčiansky kraj     | gehörte 1976–1990 zur Gemeinde Nadlice |
| Livov                                    | –                                                | Kavicsos                      | Bardejov             | Prešovský kraj       | hieß 1927–1965 slowakisch auch Ľvov, bis 1927 Lvov |
| Livovská Huta                            | Hütten                                           | Livóhuta                      | Bardejov             | Prešovský kraj       | hieß 1927–1965 slowakisch auch Ľvovská Huta, bis 1927 Lvovská Huta |
| Lodno                                    | –                                                | Lodnó                         | Kysucké Nové Mesto   | Žilinský kraj        | hieß bis 1927 slowakisch Lodné |
| Lok                                      | –                                                | Garamlök, Lök                 | Levice               | Nitriansky kraj      | – |
| Lokca                                    | –                                                | Lokca                         | Námestovo            | Žilinský kraj        | – |
| Lom nad Rimavicou                        | –                                                | Forgácsfalva                  | Brezno               | Banskobystrický kraj | hieß bis 1926 slowakisch Lôm/Forgáčka |
| Lomna                                    | –                                                | Lomna                         | Námestovo            | Žilinský kraj        | – |
| Lomné                                    | –                                                | Lomna                         | Stropkov             | Prešovský kraj       | hieß bis 1927 slowakisch auch Lomno |
| Lomnička                                 | Kleinlomnitz, Kleinlumnitz                       | Kislomnic                     | Stará Ľubovňa        | Prešovský kraj       | – |
| Lontov                                   | –                                                | Lontó                         | Levice               | Nitriansky kraj      | – |
| Lopašov                                  | –                                                | Felsőlopassó                  | Skalica              | Trnavský kraj        | – |
| Lopúchov                                 | –                                                | Lapos                         | Bardejov             | Prešovský kraj       | hieß 1927–1948 slowakisch Lopuchov, bis 1927 auch Lopuchovo |
| Lopušné Pažite                           | –                                                | Pázsitos                      | Kysucké Nové Mesto   | Žilinský kraj        | hieß 1927–1946 slowakisch Pažite, bis 1927 Pažitie |
| Lošonec                                  | Loschonz, Loschontz, Kleinleuschdorf             | Kislosonc                     | Trnava               | Trnavský kraj        | war 1976–1990 Teil der Gemeinde Smolenice |
| Lovce                                    | Lotze                                            | Kislóc                        | Zlaté Moravce        | Nitriansky kraj      | – |
| Lovča                                    | Großlotza                                        | Nagylócsa                     | Žiar nad Hronom      | Banskobystrický kraj | – |
| Lovčica-Trubín                           | –                                                | –                             | Žiar nad Hronom      | Banskobystrický kraj | 1971 durch den Zusammenschluss der Orte Lovčica und Trubín entstanden |
| Lovinobaňa                               | –                                                | Lónyabánya                    | Lučenec              | Banskobystrický kraj | hieß bis 1927 slowakisch Lovinobáňa |
| Lozorno                                  | Losorn                                           | Lozornó                       | Malacky              | Bratislavský kraj    | – |
| Ložín                                    | –                                                | Lazony                        | Michalovce           | Košický kraj         | – |
| Lubeník                                  | –                                                | Lubény                        | Revúca               | Banskobystrický kraj | – |
| Lubina                                   | –                                                | Lobonya                       | Nové Mesto nad Váhom | Trenčiansky kraj     | hieß bis 1927 slowakisch Ľubina |
| Lúč na Ostrove                           | –                                                | (Kis-/Nagy-)Lúcs              | Dunajská Streda      | Trnavský kraj        | 1960 aus den Orten Malá Lúč und Veľká Lúč entstanden |
| Lučatín                                  | –                                                | Lucsatő                       | Banská Bystrica      | Banskobystrický kraj | – |
| Lučenec                                  | Lizenz, Losontz, Lutschentz                      | Losonc                        | Lučenec              | Banskobystrický kraj | – |
| Lúčina                                   | –                                                | Hüvész                        | Prešov               | Prešovský kraj       | hieß 1927–1948 slowakisch Huviz, bis 1927 Huvís |
| Lučivná                                  | Lautschburg, Leutschburg                         | Lucsivna                      | Poprad               | Prešovský kraj       | – |
| Lúčka                                    | Wieschen                                         | Szepesrét                     | Levoča               | Prešovský kraj       | – |
| Lúčka                                    | –                                                | Fazekasrét                    | Sabinov              | Prešovský kraj       | hieß bis 1927 slowakisch auch Lúčky |
| Lúčka                                    | –                                                | Tapolylucska                  | Svidník              | Prešovský kraj       | hieß bis 1927 slowakisch auch Lúčky, gehörte von 1986 bis 1990 zur Gemeinde Kračúnovce                                                                                        |
| Lúčka                                    | –                                                | Lucska                        | Rožňava              | Košický kraj         | – |
| Lúčky                                    | –                                                | Vámoslucska                   | Michalovce           | Košický kraj         | – |
| Lúčky                                    | –                                                | Lucski                        | Ružomberok           | Žilinský kraj        | – |
| Lúčky                                    | Honneshau, Honneshay                             | Jánosrét                      | Žiar nad Hronom      | Banskobystrický kraj | war 1980–1992 Teil der Stadt Kremnica |
| Lúčnica nad Žitavou                      | –                                                | –                             | Nitra                | Nitriansky kraj      | 1960 aus den Orten Martinová und Vajka nad Žitavou gebildet |
| Ludanice                                 | Ludanitz                                         | Nyitraludány                  | Topoľčany            | Nitriansky kraj      | hieß bis 1927 slowakisch auch Ludany |
| Ludrová                                  | –                                                | –                             | Ružomberok           | Žilinský kraj        | 1953 durch den Zusammenschluss der Orte Sedliacka Ludrová und Zemianska Ludrová entstanden                                                                                    |
| Luhyňa                                   | –                                                | Legenye                       | Trebišov             | Košický kraj         | hieß bis 1948 slowakisch Legiňa |
| Lúka                                     | –                                                | Vágluka                       | Nové Mesto nad Váhom | Trenčiansky kraj     | – |
| Lukačovce                                | –                                                | Lukácsi                       | Humenné              | Prešovský kraj       | – |
| Lukáčovce                                | –                                                | Lakács                        | Nitra                | Nitriansky kraj      | hieß bis 1927 slowakisch Lukačovce |
| Lukavica                                 | –                                                | Kislankás                     | Bardejov             | Prešovský kraj       | – |
| Lukavica                                 | –                                                | Lukóca                        | Zvolen               | Banskobystrický kraj | war 1988–1990 Teil der Stadt Sliač |
| Lukov                                    | Dornau                                           | Lukó                          | Bardejov             | Prešovský kraj       | hieß 1927–1946 Lukov nad Topľou |
| Lukovištia                               | –                                                | Kőhegy                        | Rimavská Sobota      | Banskobystrický kraj | hieß bis 1927 slowakisch Lukovište |
| Lúky                                     | –                                                | Alsórétfalu                   | Púchov               | Trenčiansky kraj     | – |
| Lula                                     | –                                                | Lüle                          | Levice               | Nitriansky kraj      | – |
| Lupoč                                    | –                                                | Gácslápos                     | Lučenec              | Banskobystrický kraj | – |
| Lutila                                   | Windischlitta                                    | Lutilla                       | Žiar nad Hronom      | Banskobystrický kraj | hieß bis 1927 slowakisch auch Lutilá |
| Lutiše                                   | –                                                | Lótos                         | Žilina               | Žilinský kraj        | hieß bis 1927 slowakisch auch Lutyša |
| Lužany                                   | –                                                | Sarlóska                      | Topoľčany            | Nitriansky kraj      | hieß 1927–1948 slowakisch Šarluhy, bis 1927 auch Šarlužky/Šarlužka |
| Lužany pri Topli                         | –                                                | Long                          | Svidník              | Prešovský kraj       | hieß bis 1948 slowakisch Lužany |
| Lužianky                                 | –                                                | Sarlókajsza                   | Nitra                | Nitriansky kraj      | hieß bis 1948 slowakisch Šarlužky-Kajsa, war 1976–1993 Teil der Stadt Nitra                                                                                                   |
| Lysá pod Makytou                         | –                                                | Fehérhalom                    | Púchov               | Trenčiansky kraj     | hieß bis 1927 slowakisch Lysá |
| Lysica                                   | –                                                | Trencsénladány                | Žilina               | Žilinský kraj        | – |

## Ľ
| Städte und Gemeinden in der Slowakei – Ľ |                                                     |              |                      |                      |                                                                               |
| Name                                     | Name                                                | Name         | Bezirk               | Landschaftsverband   | Bemerkungen                                                                   |
| slowakisch                               | deutsch                                             | ungarisch    | Bezirk               | Landschaftsverband   | Bemerkungen                                                                   |
| Ľubá                                     | _                                                   | Libád        | Nové Zámky           | Nitriansky kraj      | hieß bis 1948 slowakisch Libád                                                |
| Ľubeľa                                   | Lubellau, auch Libeill                              | Lubella      | Liptovský Mikuláš    | Žilinský kraj        | hieß bis 1948 slowakisch Lubela                                               |
| Ľubica                                   | Leibitz, auch Leubitz                               | Leibic       | Kežmarok             | Prešovský kraj       | hieß bis 1927 slowakisch Lubica                                               |
| Ľubické Kúpele                           | –                                                   | –            | Kežmarok             | Prešovský kraj       | entstand 1950 durch Ausgliederung aus Ľubica, 1953 bis 2007 Teil von Javorina |
| Ľubietová                                | Libethen, Liebethen unter dem Hohenstein            | Libetbánya   | Banská Bystrica      | Banskobystrický kraj | –                                                                             |
| Ľubiša                                   | Lubisch, auch Lubische, Deutsch Lubische, Lübischau | Szerelmes    | Humenné              | Prešovský kraj       | –                                                                             |
| Ľubochňa                                 | –                                                   | Fenyőháza    | Ružomberok           | Žilinský kraj        | gehörte 1882–1952 zur Gemeinde Hubová                                         |
| Ľuboreč                                  | –                                                   | Nagylibercse | Lučenec              | Banskobystrický kraj | hieß bis 1927 slowakisch Luboreč                                              |
| Ľuboriečka                               | –                                                   | Kislibercse  | Veľký Krtíš          | Banskobystrický kraj | hieß bis 1927 slowakisch Luboriečka                                           |
| Ľubotice                                 | –                                                   | Kellemes     | Prešov               | Prešovský kraj       | hieß bis 1948 slowakisch Kelemeš                                              |
| Ľubotín                                  | –                                                   | Lubotény     | Stará Ľubovňa        | Prešovský kraj       | hieß bis 1927 slowakisch Lubotiňa oder Lubotýn                                |
| Ľubovec                                  | Liebholz, auch Lubowetz                             | Lubóc        | Prešov               | Prešovský kraj       | –                                                                             |
| Ľudovítová                               | –                                                   | Lajos        | Nitra                | Nitriansky kraj      | hieß bis 1948 slowakisch Lajšová, bis 1927 Lajošová                           |
| Ľutina                                   | –                                                   | Litinye      | Sabinov              | Prešovský kraj       | hieß bis 1927 slowakisch Lucina oder Luciňa                                   |
| Ľutov                                    | –                                                   | Litó         | Bánovce nad Bebravou | Trenčiansky kraj     | hieß bis 1927 slowakisch Lutov                                                |

Teil 2 H bis Ľ

Teil 3 M bis R

Teil 4 S bis Ž

Übersicht